# Elisabethkirche (Marburg)

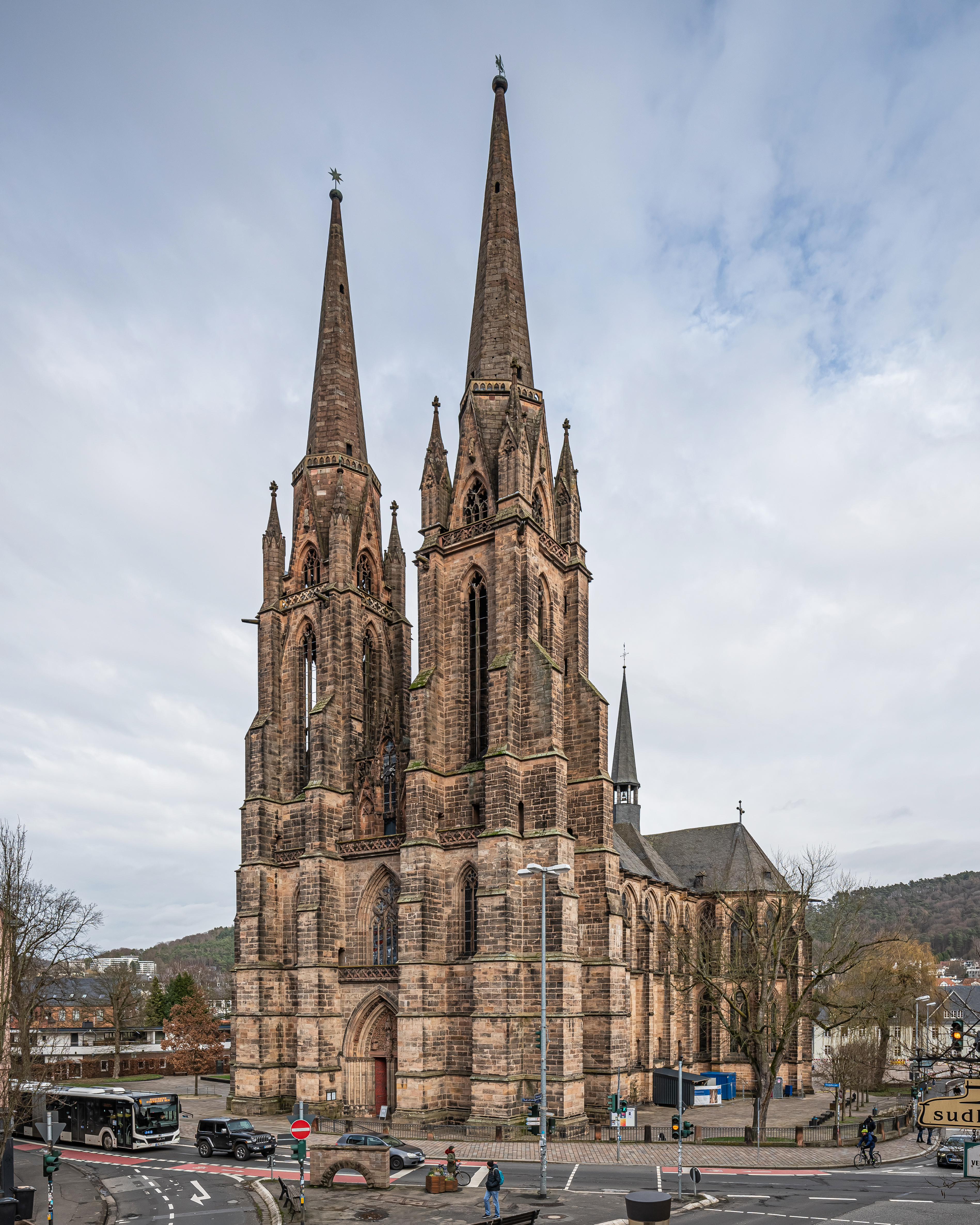
Ansicht von Südwesten

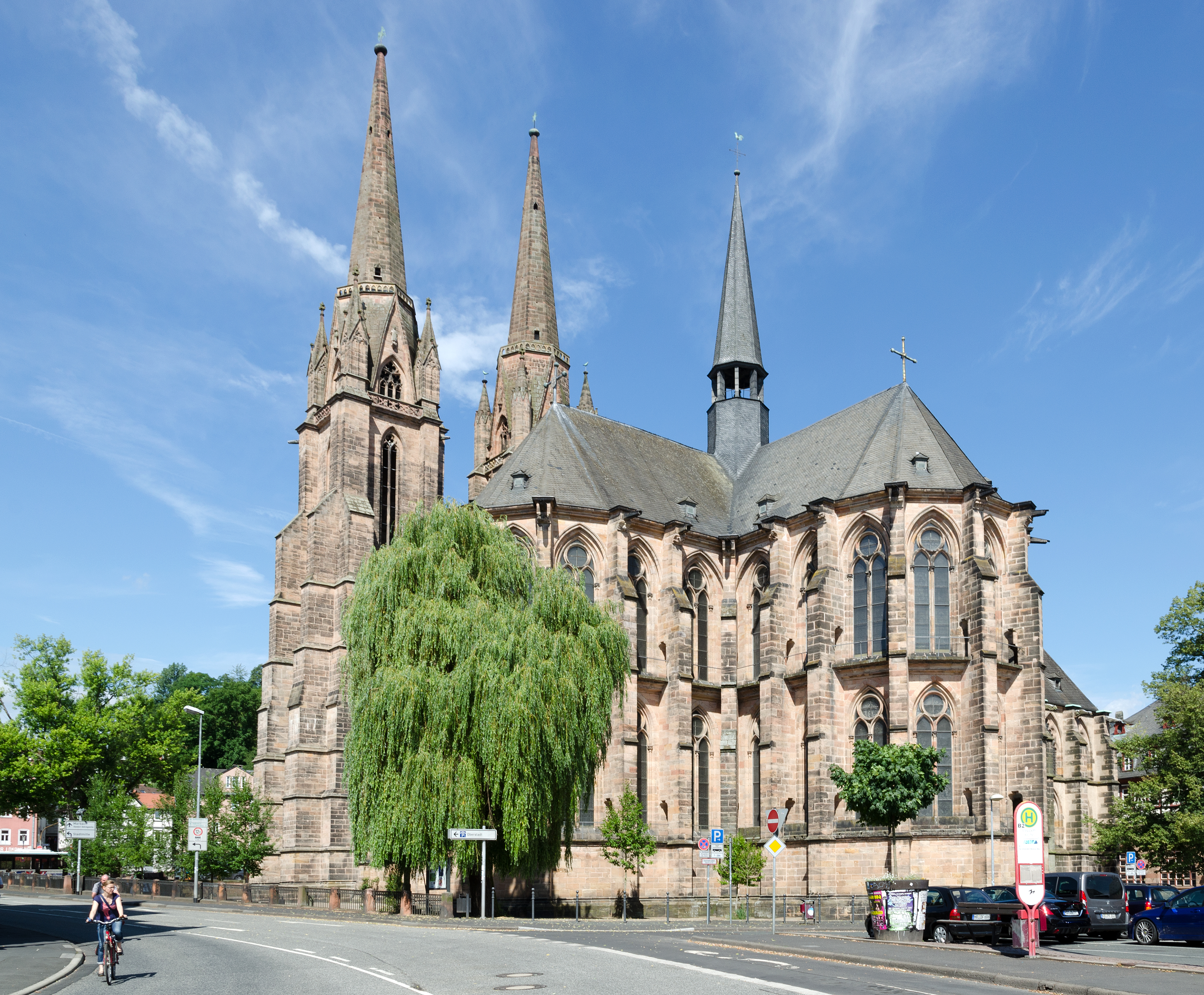
Ansicht von Südosten (2013)

Die Elisabethkirche ist eine evangelische Kirche in Marburg im hessischen Landkreis Marburg-Biedenkopf. Die dreischiffige Hallenkirche mit Drei-Konchen-Chor und westlicher Zwei-Turm-Anlage gilt als die älteste rein gotische Kirche in Deutschland.
Sie wurde ab 1235 am Fuß des Marburger Schlossberges errichtet und 1283 (ohne die Turmobergeschosse) geweiht. Der Deutsche Orden baute sie unter maßgeblicher Förderung der Landgrafen von Thüringen zu Ehren der heiligen Elisabeth von Thüringen. Sie wurde über Elisabeths Grabmal errichtet, was die Kirche im späten Mittelalter zu einem der bedeutendsten Wallfahrtsorte des Abendlandes machte. Die Elisabethkirche fand Vorbilder im französischen Kathedralenbau der Gotik und diente ihrerseits als Modell für einige Kirchen im In- und Ausland. Ihre Ausstattung ist von überregionaler Bedeutung.
Die Elisabethkirche, umgangssprachlich auch E-Kirche, ist heute die Gemeindekirche der evangelisch-lutherischen Elisabethkirchengemeinde, diese gehört zum Kirchenkreis Marburg in der Evangelischen Kirche von Kurhessen-Waldeck in der Evangelischen Kirche in Deutschland. Das Kirchengebäude ist ein Kulturdenkmal.

## Lage
Die Elisabethkirche steht im Norden der historischen Altstadt Marburgs, an einer Straßenkreuzung südlich der Lahninsel, am Fuß des Schlossberges. Sie wurde genau über der Stelle errichtet, wo Elisabeth in der Franziskuskapelle, der von ihr errichteten Hospitalkapelle, bestattet worden war. Nach Niederlegung dieses Vorgängerbaus wurde das Hospitalgelände vom Deutschen Orden baulich eingreifend umgestaltet. Bereits 1235 erfolgte die Grundsteinlegung des Deutschordenshauses, das den Hospitalkomplex ersetzte, nur wenige Meter nordöstlich der Elisabethkirche.

## Geschichte

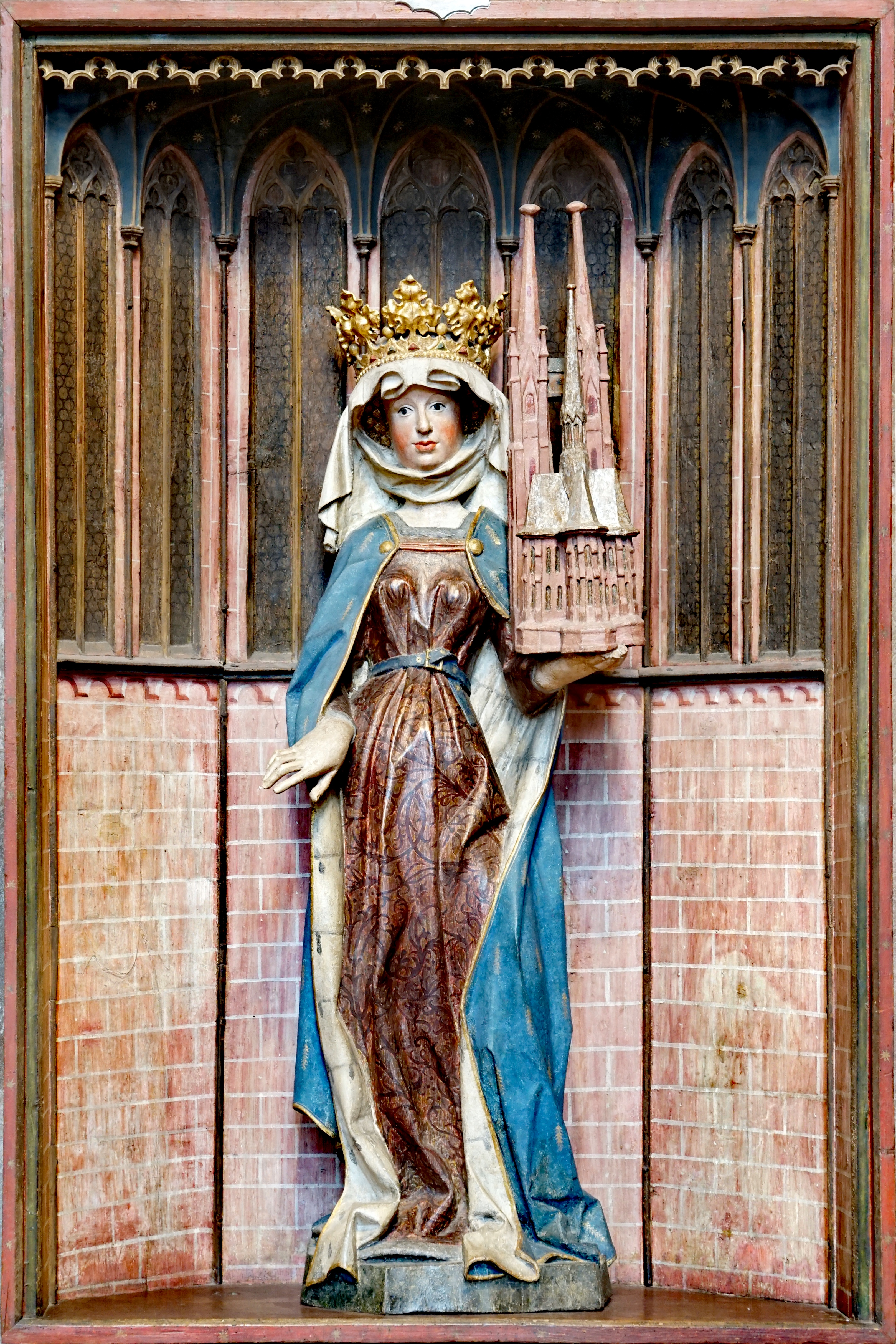
„Französische Elisabeth“ als Stifterin der Kirche dargestellt

### Baugeschichte
Elisabeth von Thüringen gründete 1228 in Marburg das Hospital, in dem sie bis zu ihrem Tod 1231 Kranke und Bedürftige versorgte. In der Hospitalkapelle, die dem heiligen Franz von Assisi geweiht war und möglicherweise selbst der Beherbergung Kranker diente, wurde sie in einem Erdgrab mit steinerner Deckplatte bestattet. Die 38 Meter lange Kapelle bestand aus einem nach Ost-Nordost verlaufenden Saalbau, einem abgetrennten Ostbau mit einer halbrunden Apsis und einem Westturm auf quadratischem Grundriss, der vermutlich nicht vollendet worden war, da bereits 1235 mit dem Bau der Elisabethkirche begonnen wurde. Die Annahme eines steinernen Konradsbaus, der die erste bescheidene Kapelle (capella modica) im Jahr 1232 ersetzt haben soll, geht auf Albert Huyskens (1909) zurück und ist forschungsgeschichtlich überholt. Nach Elisabeths Tod setzte sofort ein Pilgerstrom ein. Zahlreiche Heilungswunder wurden bezeugt. 1234 übereignete Konrad von Thüringen den Hospitalkomplex mit der Franziskuskapelle dem Deutschen Orden, der darauffolgend den planvollen Ausbau des Wallfahrtsortes betrieb.
Mit dem Bau der großen Elisabethkirche wurde bereits im Jahr der Heiligsprechung Elisabeths begonnen. Anlässlich dieser Zeremonie stellte Papst Gregor IX. am 30. Mai 1235 einen Ablassbrief aus, in dem das Bauprojekt des Deutschen Ordens bekannt gemacht wurde. Wahrscheinlich erfolgte die Grundsteinlegung am 14. August 1235. Die Kirche wurde so ausgerichtet, dass Elisabeths Grabstätte in der Nordkonche der neuen Kirche im Sinne der Ortskontinuität an derselben Stelle über dem ersten Grab zu liegen kam. Während Westturm und Saalbau der Hospitalkapelle in den 1230er Jahren abgetragen wurden, blieb der zweiteilige Ostbau während der Bauarbeiten der neuen Kirche bis in die 1250er Jahre erhalten, um die Reliquienverehrung nicht zu unterbrechen. Am 1. Mai 1236 erfolgte im Beisein Kaiser Friedrichs II. die feierliche Erhebung der Gebeine und ihre Umbettung in einen kostbaren Schrein sowie in verschiedene weitere Reliquiare.

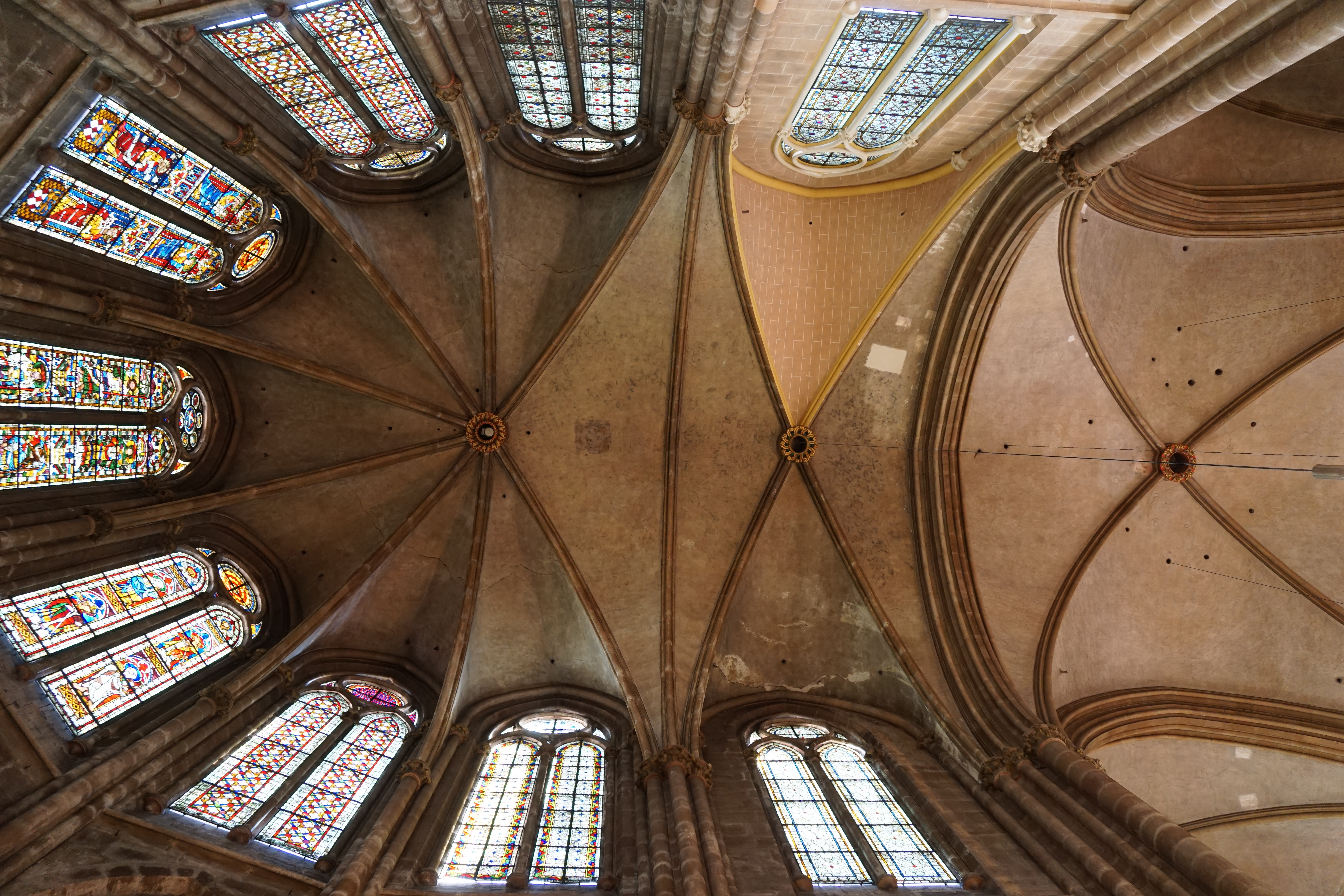
Hoher Chor mit Testbemalung einer Gewölbekappe (2020)

In den 1230er Jahren wurden die Fundamente des Ostbaus (Konchen und Vierung), des gesamten Langhauses und im nordöstlichen Turmbereich gleichzeitig gelegt. Alle Baukörper ruhen auf einem gemeinsamen Fundament, das unter dem Schiff und dem Dreikonchenbau als Streifenfundament und unter der Westturmanlage als Podest aus einer durchgehend aufgemauerten Fundamentplatte unbekannter Tiefe gefertigt ist. Um 1243 wurde der Dachstuhl des Konchenbaus aufgeschlagen und die Vierung mit den drei Chören fertiggestellt. Die Mauern des Langhauses waren bis zum dritten Joch von Osten vollständig und bis zum vierten Joch teilweise aufgeführt. Das Dachwerk der ersten beiden Joche im Osten ist dendrochronologisch auf das Jahr 1248 datiert und weist eine französisch geprägte Konstruktion mit Hängesäulen auf. 1249 wurden die Gebeine der Heiligen in dem fertiggestellten Schrein überführt, der entweder auf den damaligen Hauptaltar im Ostchor oder in das Elisabethmausoleum gesetzt wurde, was nicht überliefert ist. Damals trat nach dem Tod von Heinrich Raspe IV. wahrscheinlich eine Bauunterbrechung ein.
Etwa um 1260 wurde nach einem Planwechsel im Westen die Zweiturmfassade begonnen und bis zur Weihe der Kirche 1283 in den unteren beiden Geschossen mit Portal und Westfenster vollendet. 1277 war schon der Dachstuhl über den westlichen Langhausjochen aufgeschlagen worden. Der Westabschluss erhielt vielleicht ein Notdach.
Die zweigeschossige Sakristei im Nordosten wurde spätestens 1262 errichtet; der Dachstuhl wird dendrochronologisch um 1266 datiert. Bis wann die Turmfreigeschosse vollendet waren, ist in der Forschung umstritten. Das 1311–1313 aufgeschlagene Dach zwischen den Freigeschossen setzt die Errichtung der beiden Steintürme voraus.

### Ordens- und Wallfahrtskirche

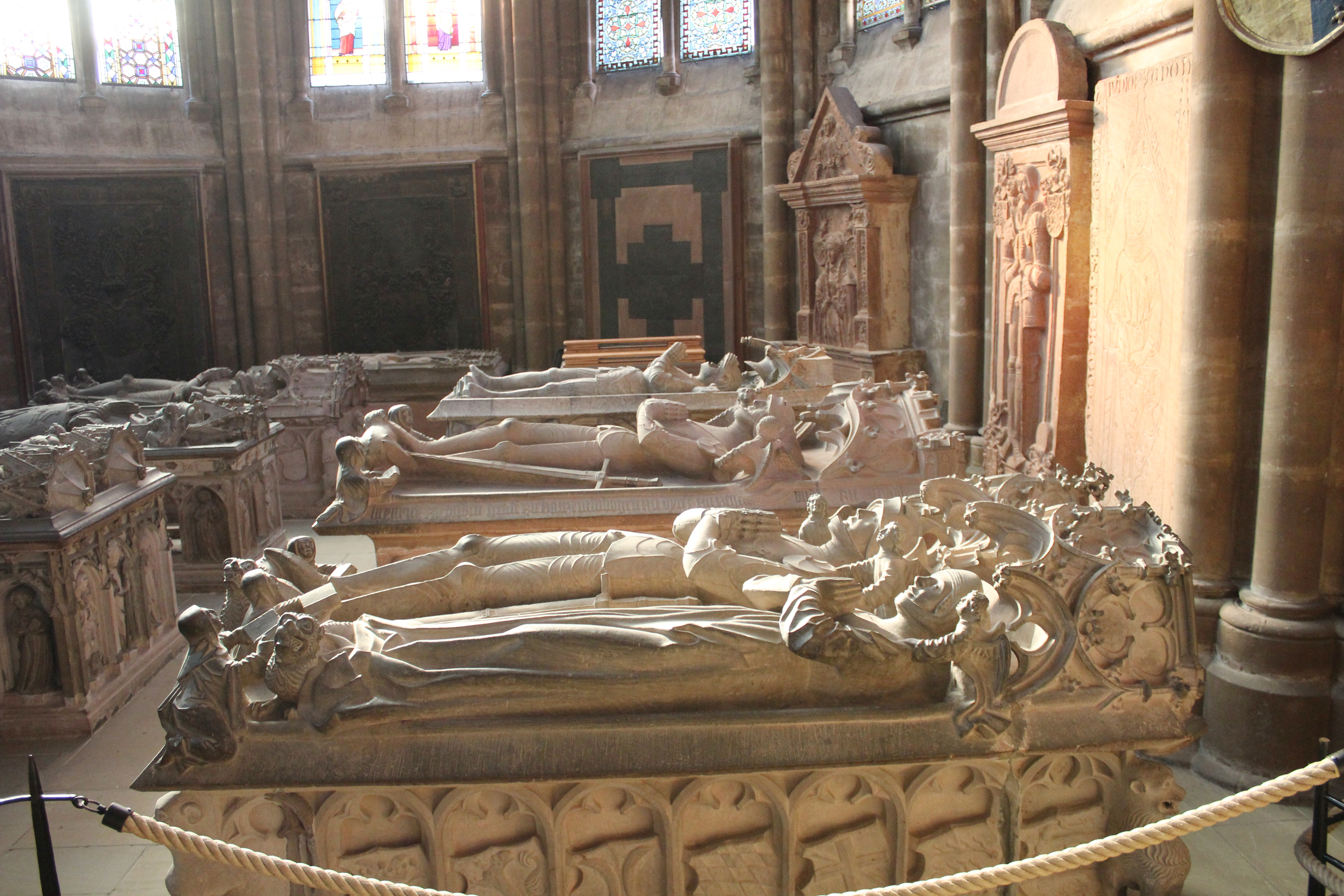
Grablege der Landgrafen im Südchor

Die Elisabethkirche trägt das Patrozinium der Gottesmutter, da sie Patronin des Deutschordens war, wurde aber meistens ecclesia beate Elizabeth („Kirche der seligen Elisabeth“) genannt. Entsprechend dem Patrozinium finden sich in der Bauplastik zahlreiche Mariendarstellungen. Spätestens mit der Fertigstellung und Weihe des Hochaltars im Jahr 1290 wurde der Elisabethschrein in die Sakristei überführt. Um das Elisabethmausoleum im Nordchor herum und im Südchor wurden zwischen 1257 und 1302 vier Nischenaltäre geweiht. Die restlichen Arbeiten an den beiden Türmen zogen sich noch bis 1330 hin. Einige Gebäude des Ordens, das sogenannte Deutschhausgut, befinden sich noch heute an der Kirche. Dort sind jetzt u. a. das Mineralogische Museum und der Fachbereich Geographie der Philipps-Universität untergebracht. Für die fünf Nebenaltäre schuf Ludwig Juppe in den 1510er Jahren Schnitzaltäre, die von Johann von der Leyten farbig bemalt wurden.
1539 ließ Landgraf Philipp der Großmütige die Gebeine der heiligen Elisabeth entfernen, um ein Zeichen gegen den Reliquienkult zu setzen. Zu diesem Zeitpunkt war der größte Teil der begehrten Reliquien bereits an verschiedene Orte abgegeben. Der Schädel und die beiden Schienbeine Elisabeths befinden sich heute im Elisabethinenkloster Wien, das Schädelreliquiar im Stadtmuseum von Stockholm und ein Armreliquiar im Schloss Sayn.

### Grablege der hessischen Landgrafen
Der Landgrafenchor in der Südkonche enthält die Hochgräber (Kenotaphe) und Wandepitaphe der Landgrafen von Hessen, die direkte Nachkommen Elisabeths von Thüringen waren. Das älteste Grabmal ist das von Konrad von Thüringen, der ursprünglich 1240 in der Nordkonche in der Nähe der Hl. Elisabeth beigesetzt worden war. Um 1300 wurde sein Grab verlegt und die Südkonche als Grablege der Landgrafen von Hessen eingerichtet. Diese Funktion bestand bis in das 16. Jahrhundert.

### Nachreformatorische Zeit
Der gesamte Bereich östlich der Chorschranke war ursprünglich den Ordensrittern vorbehalten. Im Laufe des 16. Jahrhunderts konvertierten die einstmals katholischen Ordensbrüder fast alle zum Protestantismus, so dass in der Elisabethkirche ab 1539 der evangelische Gottesdienst gefeiert wurde. Trotz Einführung der Reformation in Hessen blieb die Elisabethkirche aufgrund der Reichsunmittelbarkeit des Deutschen Ordens noch katholisch, bis 1570 der letzte altgläubige Landkomtur starb.
Landgraf Moritz, der 1605 zum Calvinismus übergetreten war, ließ 1619 wegen des Bilderverbots westlich der Chorschranke den reichen Figurenschmucks entfernen. Im Siebenjährigen Krieg litt die Kirche Schaden, als sie als Heu- und Mehlmagazin genutzt wurde. Instandhaltungsmaßnahme wurden 1767–1770 durchgeführt. Zwischen 1811 und 1827 war die Kirche kurzzeitig ein Simultaneum, es fanden also räumlich getrennt sowohl katholische als auch protestantische Gottesdienste statt.
Nach Hochwasserschäden im Jahr 1847, als der Ketzerbach übertrat, fanden 1854–1861 Grabungen und Restaurierungen in und an der Elisabethkirche und ihrer Umgebung unter Leitung von Friedrich Lange statt.
1930/1931 folgte eine weitere Restaurierung unter Hubert Lütcke. Während des Zweiten Weltkriegs wurden die fünf Schnitzaltäre und die Farbfenster nach Bad Wildungen und der Elisabethschrein im Kloster Haina gelagert und der Hochaltar eingemauert. Die Kirche blieb von Zerstörungen verschont, doch zeigt die Nordwand des Langhauses zahlreiche Geschoss- und Splitterspuren, die mutmaßlich auf den Luftangriff vom 22. Februar 1944 zurückgehen, der das nur wenig entfernte Klinikviertel traf. Noch vor Kriegsende 1945 wurden die Särge der preußischen Könige Friedrich II. und Friedrich Wilhelm I. zwischenzeitlich in einem thüringischen Salzbergwerk eingelagert. Nach Kriegsende brachten Soldaten der US-Armee die Särge von Thüringen in die Elisabethkirche zurück. Auf Initiative von Louis Ferdinand von Preußen kamen die Särge schließlich in die Kapelle der Burg Hohenzollern.
In der Nordturmkapelle der Elisabethkirche befindet sich das Grab des früheren Reichspräsidenten Paul von Hindenburg und seiner Frau Gertrud. Beide waren 1934 im Tannenberg-Denkmal in Ostpreußen beigesetzt worden. Um zu verhindern, dass die Leichen in die Hände der Roten Armee fallen, ließ Hitler am 12. Januar 1945, einen Tag vor Eröffnung der Schlacht um Ostpreußen durch die Rote Armee, die Särge des Ehepaares von Einheiten der Wehrmacht aus dem Denkmal schaffen und von Königsberg mit dem Leichten Kreuzer Emden nach Pillau transportieren, von wo aus sie das Passagierschiff Pretoria nach Stettin brachte. Bei Kriegsende befanden sich beide Särge in einem Salzbergwerk in Thüringen, wo sie im Sommer 1945 von Einheiten der US-Armee entdeckt wurden. Im August 1946 wurden die Särge in der Turmhalle der Elisabethkirche endgültig beigesetzt.
Im Jahr 1954 erlangte die Elisabethgemeinde den Status einer selbstständigen Kirchengemeinde. Die Elisabethkirche ging 1969 vom hessischen Staat in das Eigentum des Gesamtverbandes der Evangelischen Kirchengemeinden in Marburg über.
Umfangreiche archäologische Ausgrabungen fanden in den Jahren 1970/1971, 1997 und 2006–2009 innerhalb und im unmittelbaren Umfeld der Elisabethkirche statt. Weitere entsprechende Arbeiten erfolgten auf dem Gelände vor dem Hauptportal ab Juni 2006, im Vorfeld einer geplanten Umgestaltung. Dabei wurden neben Überresten von Gebäuden des Deutschen Ordens zahlreiche Pilgergräber und Ruhestätten von Angehörigen des Ordens auf einem in Vergessenheit geratenen Begräbnisgrund freigelegt.
2007 wurde aus Anlass des 800. Geburtstages von Elisabeth von Thüringen das Elisabeth-Jahr begangen.
Von 2021 bis voraussichtlich 2024 wird in drei Bauabschnitten die ursprüngliche Raumfassung in einem rosa Grundton mit weißem Fugennetz wiederhergestellt. Die gliedernden Architekturelemente werden in Weiß und Ocker abgesetzt.

## Architektur

### Außenbau

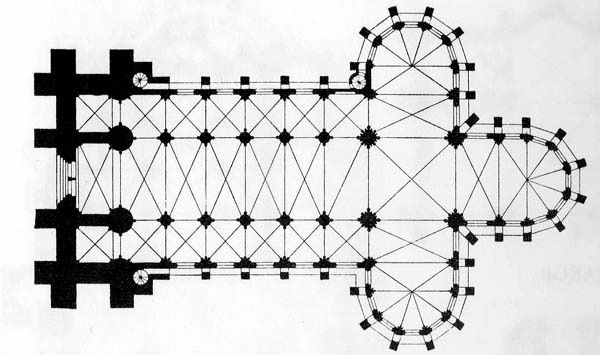
Grundriss

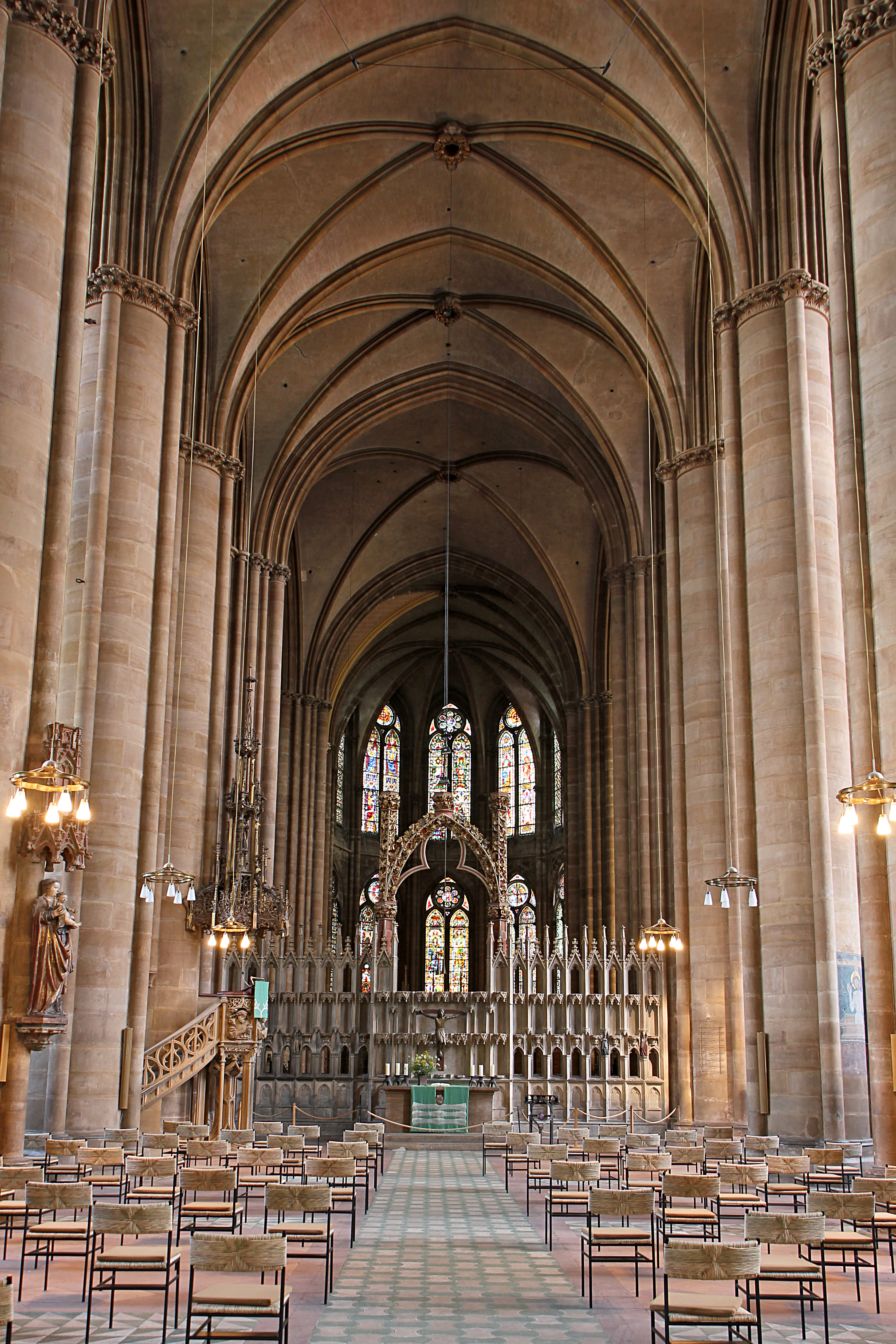
Langhaus mit Blick auf Lettner und Chor

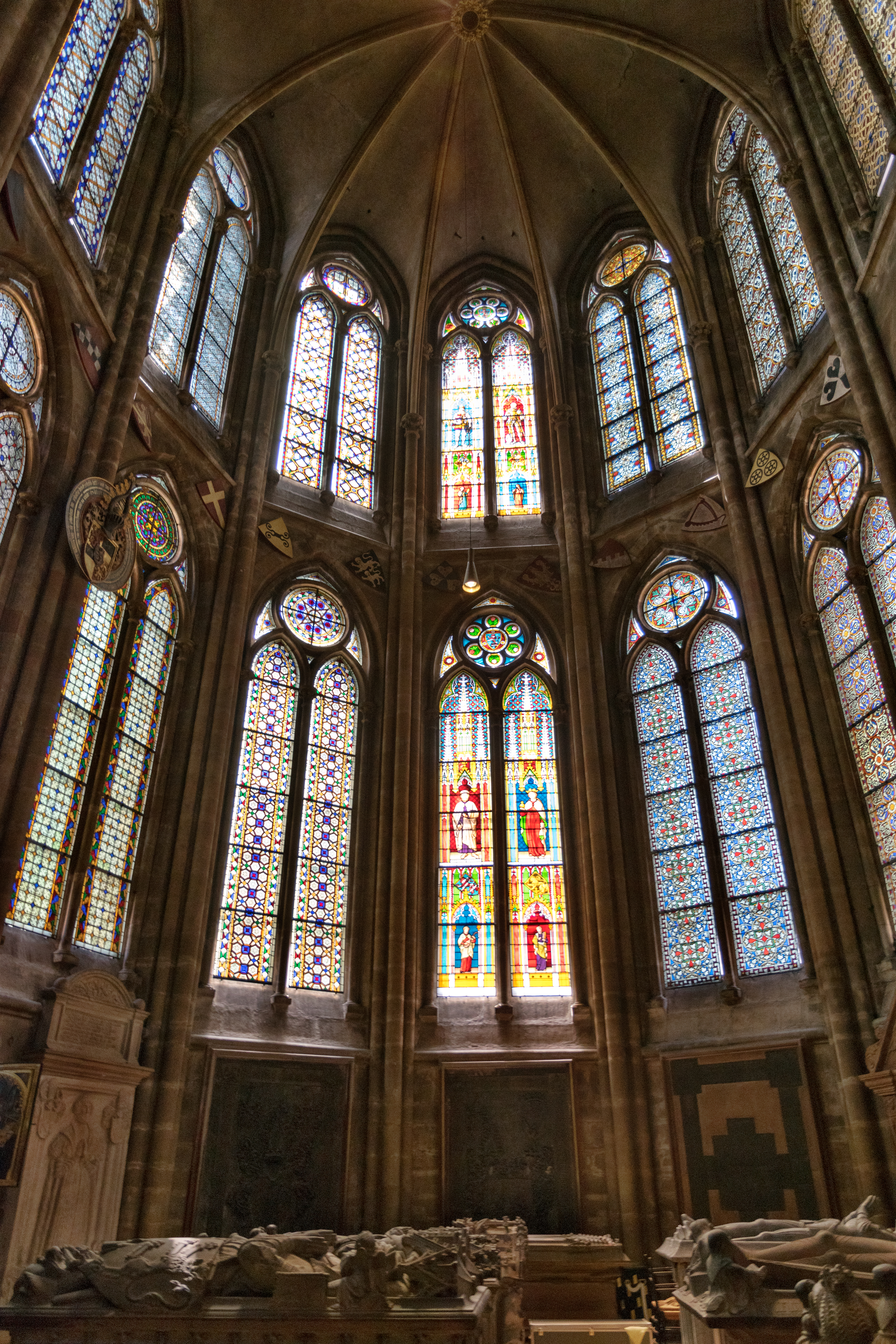
Südliches Querhaus mit Landgrafengräbern

Die geostete dreischiffige Hallenkirche mit Dreikonchenanlage ist auf kreuzförmigem Grundriss an einer Straßenkreuzung im Stadtzentrum südlich der Lahn errichtet. Französische Kathedralen standen als Vorbild Pate, wie beispielsweise die Kathedralen von Reims und von Amiens. Als Baumaterial diente roter Marburger Sandstein in geflächten Großquadern aus einem Steinbruch bei Wehrda. Die drei Schiffe der Halle erreichen jeweils 20,50 Meter Gewölbehöhe und münden in einen dreigliedrigen Chorbau aus „Elisabethchor“, Hohem Chor und „Landgrafenchor“. Die Innenlänge beträgt 56 Meter (ohne Westhalle) und insgesamt 62,19 Meter. Das Langhaus ist innen 21,535 Meter und das Querschiff 38,75 Meter breit.
Die Außenwände werden horizontal über einem hohen Sockel durch drei umlaufende Gesimse mit zwei Laufgängen in Fensterhöhe in drei Zonen gegliedert. Die Spitzbogenfenster in zwei gleich hohen und gleichmäßigen Reihen haben Maßwerk mit zwei Lanzettbahnen und Rundpass. Die Strebepfeiler, die sich erst über dem obersten Wasserschlag verjüngen, stützen das vorkragende Traufgesims mit Wasserspeiern, die auf Konsolen in Form von Menschen- und Tiergestalten ruhen. Das Mittelschiff wird von einem steilen, verschieferten Satteldach abgeschlossen, aus dem sich an jeder Seite drei abgewalmte Querdächer für die Seitenschiffe entwickeln. Jede der drei Konchen wird von einem halben Zehneck und die Sakristei von einem Pyramidendach bedeckt. Der schlanke, achtseitige Dachreiter von 1931 über der Vierung ist vollständig verschiefert. Der offenen Laterne ist ein oktogonalen Spitzhelm aufgesetzt, der von Turmknauf, Kreuz und Wetterhahn bekrönt wird. Der ursprüngliche schlanke Dachreiter wurde 1661 erneuert und 1864 durch einen neugotischen Dachreiter ersetzt.
Die Westfassade der Elisabethkirche wird durch die etwa 80 m hohen Kirchtürme beherrscht. Sie haben abgetreppte Eckstrebepfeiler und Maßwerkgalerien mit Vierpass. Die Strebepfeiler enden in Fialen, die im Südturm viereckig und mit Blendmaßwerk und im Nordturm achteckig ausgeführt sind. Über vier Giebeln mit Maßwerkbrüstungen erheben sich die steinernen, steilen, oktogonalen Turmhelme. Gekrönt werden sie von einem kupfernen Turmknauf mit einem siebenzackigen kupfernen Stern (Nordturm) und mit Ordensritter (Südturm).
Das repräsentative Westportal, entstanden um 1270, ist ein Stufenportal mit Mittelpfeiler. Das spitzbogige Tympanon zeigt die Himmelskönigin Maria mit dem Lilienstab als Zepter und dem Jesuskind. Es hält als Weltenherrscher die Weltkugel in seiner Hand. Maria, die Patronin des Deutschen Ordens, wird von zwei knienden Engeln flankiert, die ihr Kronen reichen. Im Bogenfeld symbolisieren die Weinranken auf der linken Seite Christus (Joh 15,EIN ), die Rosen auf der rechten Seite Maria und der Baldachin das himmlische Jerusalem. Das Gewände hat Dreiviertelsäulen, deren Kapitelle mit Blattwerk verziert sind. Die bauzeitlichen Türflügel haben Türklopfer in Form von Löwenköpfen, die noch romanisch geprägt sind. Die ornamentalen Eisenbeschläge sind in der Mitte als Tatzenkreuz des Deutschen Ordens gestaltet. Das noch rundbogige Bogenfeld des Südportals (vor 1243) weist ebenfalls Blattwerk auf, während das Nordportal abgesehen von den Kapitellen schmucklos ist. Über dem Westportal ist ein großes Maßwerkfenster eingelassen.

### Innenraum
Das Langhaus hat im Inneren zwei Säulenreihen mit schlanken Rundsäulen. An jeder Seite enden vier Dreiviertelsäulen in Kapitellen, die mit Blättern und Knospen verziert sind. Sie stützen sechs querrechteckige Joche mit Kreuzrippengewölbe und Gurtbögen. Die schmalen Seitenschiffe haben quadratische Joche. Die Rippen münden in runde Schlusssteine, die mit Laubwerk belegt, vergoldet und polychrom gefasst sind. In den Schlusssteinen finden sich plastisch gestaltete Engelsköpfe und Teufelsmasken. Auf dem Schlussstein im vierten Joch wird die Krönung Mariens dargestellt. Der Schlussstein im Gewölbe zwischen den beiden Türmen zeigt Elisabeth mit ihrem Ehemann Ludwig. Die drei symmetrischen Konchen weisen je ein Vorjoch mit einem querrechteckigen Joch auf, das in ein halbes Zehneck ausmündet.

### Meisterwerk der deutschen Frühgotik
Die Elisabethkirche ist einer der ersten rein gotischen Kirchenbauten im deutschen Kulturgebiet. Weitere Bauten sind in diesem Zusammenhang zu nennen:
- Der Baubeginn der eindeutig gotischen und etwa 60 km (Luftlinie) südwestlich von Marburg gelegenen Abteikirche des Zisterzienserklosters Marienstatt lag möglicherweise bereits im Jahr 1222; wahrscheinlicher ist jedoch das Jahr 1245.
- Die Liebfrauenkirche in Trier (Baubeginn 1230) datiert noch vor der Elisabethkirche. Aufgrund ihres ungewöhnlichen und gänzlich „ungotischen“ Zentralbau-Grundrisses steht die Liebfrauenkirche aber nicht für den Beginn typisch deutscher Baugotik. Gleichwohl diente sie den Erbauern der Elisabethkirche in einigen Punkten als Vorbild.[34]
- Die Kirche der Benediktinerabtei St. Mauritius im saarländischen Ort Tholey (Baubeginn zwischen 1230 und 1240) wurde zwischen 1264 und 1277 fertiggestellt.[35] Die Fundamente wurden aber für eine romanische Kirche konzipiert und vom romanischen Vorgängerbau wurde der wuchtige Westturm übernommen.

### Vorbild
Die Elisabethkirche stand für einige Kirchenbauten aus dem 13., 19. und auch 21. Jahrhundert Modell:

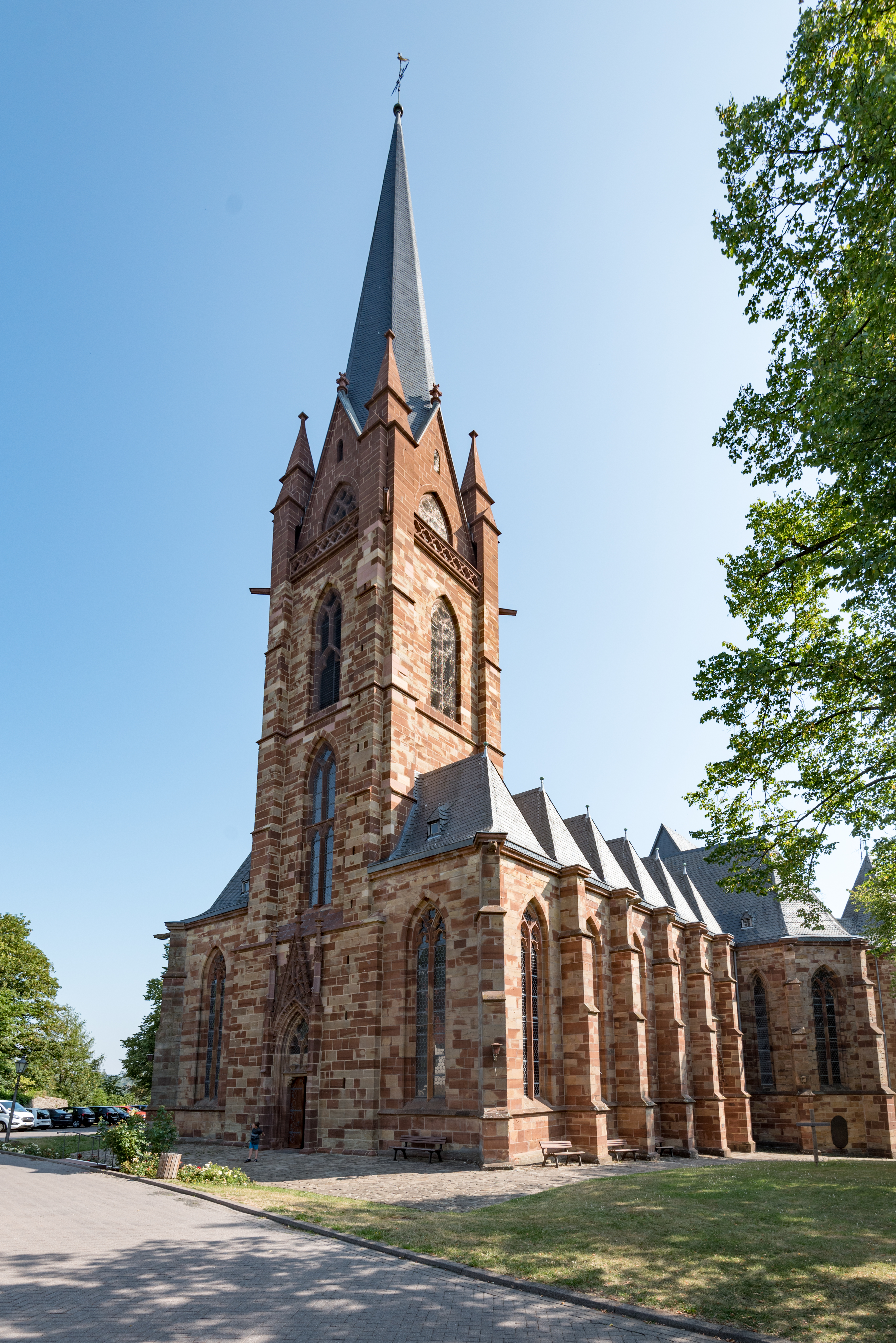
Liebfrauenkirche in Frankenberg

- Der Enkel der heiligen Elisabeth, Landgraf Heinrich I., baute 1286 nach ihrem Vorbild die Liebfrauenkirche in Frankenberg, die vermutlich aus derselben Bauhütte stammt und auf welche die Elisabethkirche den wohl größten architektonischen Einfluss hatte.[36]
- Die protestantische Paulskirche (Église Saint-Paul), ein neugotischer Sakralbau in Straßburg, wurde von 1892 bis 1897 als protestantische Garnisonskirche nach Vorlage der Elisabethkirche errichtet.
- Die Pfarrkirche St. Elisabeth im VII. Bezirk (Elisabethstadt, ung. Erzsébetváros) in Budapest, die zwischen 1891 und 1903 nach Entwürfen von Imre Steindl im neugotischen Stil in Backsteinbauweise errichtet wurde, orientiert sich in ihrem Äußeren erkennbar an ihrem Marburger Vorbild.
- Die Kirche St. Sebastian in Berlin wurde ebenfalls, allerdings eintürmig, nach ihrem Vorbild errichtet.[37]
- Die katholische Kirche St. Maria in Stuttgart wurde 1871–79 durch Joseph von Egle errichtet und orientiert sich deutlich an der Elisabethkirche.
- Die evangelische Christuskirche in Dudweiler wurde von Carl Schäfer, der in den Jahren 1871 bis 1878 in Marburg Universitätsbaumeister und zeitweise gleichzeitig Stadtbaumeister gewesen war, in den Jahren 1881 bis 1882 errichtet. Der zentrale Fassadenturm sowie die drei Apsiden der Dudweiler Christuskirche sind stark von der Marburger Elisabethkirche inspiriert.[38]
- Am 16. Mai 2004 wurde in der St. Martin’s Episcopal Church (einer Gemeinde der Episkopalkirche der Vereinigten Staaten von Amerika) in Houston (Texas) nach zweijähriger Bauzeit ein Nachbau der Elisabethkirche eingeweiht.[39] Die 1500 Sitzplätze umfassende Kirche wurde in Stahlbauweise errichtet, äußerlich ähnelt sie stark dem Original, wenn auch gegenüber diesem die typischen gotischen Verzierungen und Details fehlen. Zudem wurde der Bau im Typus einer Basilika errichtet. Anlass des Neubaus war der Platzmangel in dem alten Kirchengebäude der Gemeinde. Anlässlich des Projektes kam es zu Kontakten und Begegnungen zwischen den Mitgliedern der beiden Gemeinden in Marburg und Houston.

## Ausstattung

### Allgemein

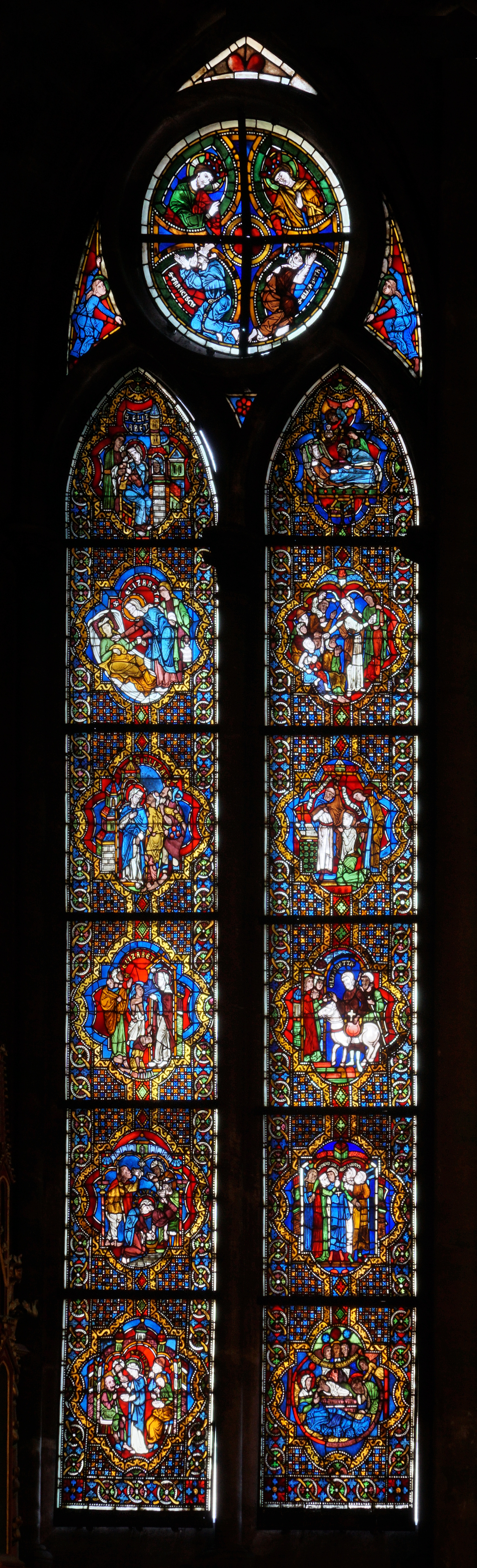
Elisabethfenster

Die Kirchenausstattung ist von großer Geschlossenheit und Einheitlichkeit. Zur bedeutenden Sakralkunst der Kirche gehören die mittelalterlichen Glasfenster im Hohen Chor, der Elisabethschrein in der Sakristei (ursprünglichen Reliquiar der Gebeine der heiligen Elisabeth) und sieben Altäre, darunter fünf Flügelaltäre aus vorreformatorischer Zeit. Ursprünglich waren die Wände und Gewölbe in Anlehnung an die nordfranzösische Hochgotik des 13. Jahrhunderts bunt bemalt, wurden aber im 19. Jahrhundert weiß übertüncht. Einige Reste gotischer Malereien sind erhalten.

### Glasfenster
Die sechs mittleren Glasfenster im Hohen Chor gehören zu dem 1249 geweihten Teil der Kirche und sind bedeutende Werke der Glasmalerei des 13. und 14. Jahrhunderts mit wenigen Ergänzungen aus dem 19. Jahrhundert. Einige Fenster sind stilistisch noch der Spätromanik zuzuordnen. Nachdem die meisten bunten Bleiglasfenster im Siebenjährigen Krieg verloren gegangen oder stark beschädigt worden waren, wurden die Reste 1769/1770 und nochmals 1856–1862 im Ost- und Südchor zu 14 Fenstern neu zusammengesetzt. 1861/1862 wurden die Fenster im Südchor nach mehrjährigen Vorarbeiten vom Fuldaer Architekten Friedrich Lange zum Teil ersetzt und 1877/1878 im Nord- und Südchor weitere Fenster versetzt und ergänzt. Eine Restaurierung 1903–1905 führte zu weiteren Verbesserungen und Neuanordnungen. In den Jahren 1977–1979 wurde vor den Fenstern eine Schutzverglasung angebracht und die ursprüngliche Reihenfolge des Elisabethfensters endgültig rekonstruiert. Das Elisabethfenster unten im Südosten zeigt links ihre barmherzigen Taten, etwa die Speisung Hungriger, und rechts einige Lebensstationen der Elisabeth. Die inhaltlichen und künstlerischen Parallelen mit der achtteiligen Bildfolge auf dem Elisabethschrein machen eine gemeinsame Vorlage wahrscheinlich. Im oberen Fenster begegnet Maria Magdalena dem Auferstandenen als Gärtner, darunter sind ein Bischof und Johannes der Täufer dargestellt. Im unteren Ostfenster sind Johannes der Täufer und Bartholomäus sowie verschiedene Szenen aus der Schöpfungsgeschichte zu sehen. Darüber werden Christus, der den heiligen Franziskus krönt, und Maria, die die heilige Elisabeth krönt, sowie die Kirche und die Synagoge gegenübergestellt. Das untere Fenster im Südwesten zeigt oben Elisabeth und den Apostel Johannes, unten Maria und Franziskus, das obere Fenster Maria mit dem Kind und den Evangelisten Johannes und darunter Jakobus und Katharina. Im Nord- und Südchor sind heute überwiegend Ornamentteppiche des 19. Jahrhunderts mit wenigen bauzeitlichen Fensterresten zu sehen. Georg Meistermann gestaltete 1963 das große Maßwerkfenster im Westen hinter der Orgel, das die Ausgießung des Heiligen Geistes darstellt. Die Langseiten haben Wabenfenster in Blankverglasung.

### Kanzel
Die Marburger Kirche erhielt im Jahr 1909 eine komplett neu gefertigte Kanzel mit geschnitztem Zierrat im gotischen Stil. Der Kanzelkorb ist rundherum mit plastisch ausgeführten Brustbildern von Heiligenfiguren versehen. Der Schalldeckel bildet eine fein gegliederte Dachlandschaft und endet in einer Fiale mit einem Kreuz auf der Spitze.

### Mausoleum

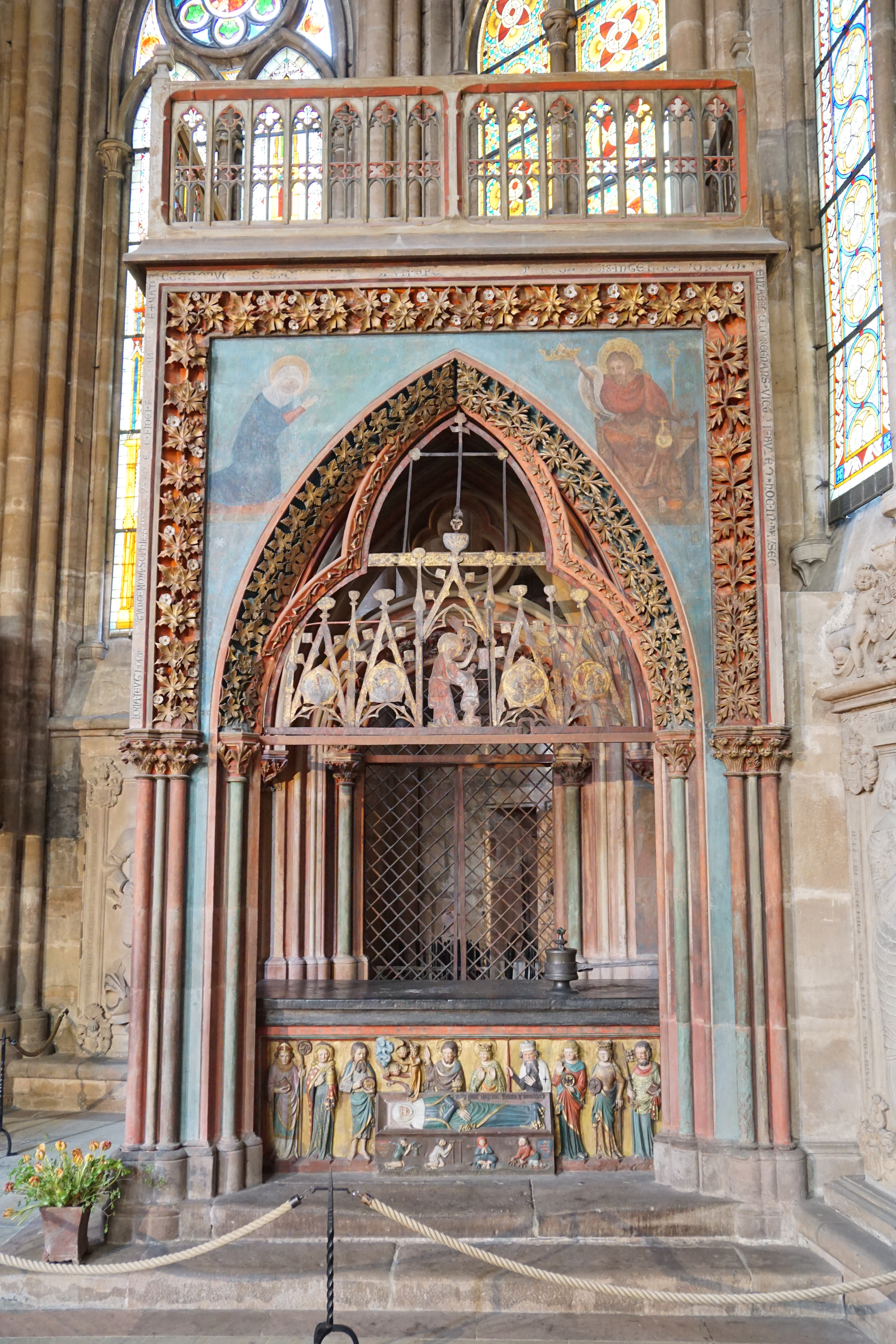
Mausoleum der heiligen Elisabeth über der ursprünglichen Grabstätte

Im nördlichen Kreuzarm befindet sich das in den 1280er Jahren entstandene Mausoleum Elisabeths, eine Tumba mit steinernem Ziborium. Es ist über ihrer Grabstelle in der ehemaligen Franziskuskapelle errichtet, zu der ein trapezförmiger, 1,70 Meter tiefer, fast senkrechter Schacht führt, der von einer schweren Schieferplatte bedeckt wird. Die Schrägstellung um 15° gegenüber der Ausrichtung der Elisabethkirche orientiert sich offensichtlich an der Franziskuskapelle. Säulenbündel mit Blattkapitellen tragen an der schmalen Westseite und der südlichen Hauptseite den Himmelsbaldachin mit je einem Spitzbogen, der von goldenen Blättern umrahmt wird. Das Eisengitter im südlichen Bogenfeld mit Szenen aus dem Leben Elisabeths stammt aus dem 14. Jahrhundert und umschloss ursprünglich das ganze Mausoleum. Lediglich zur erhaltenen Almosenbüchse aus dem 13. Jahrhundert bestand ein kleiner Zugang. Die ältesten Wandmalereien innen und außen gehen auf das 13. Jahrhundert zurück. Nach einer Übermalung im 19. Jahrhundert wurde 1931 die ursprüngliche Bemalung teilweise wieder freigelegt. Auf blauem Hintergrund reichen an der Westseite zwei Engel und auf der Südseite Gottvater der Elisabeth Kronen dar. Der Sarkophag, der in der Mitte des 14. Jahrhunderts gefertigt wurde, zeigt als Reliefschmuck die Aufbahrung Elisabeths. Im Vordergrund sind als vier kleine Trauergestalten Krüppel und Bettler zu sehen. Darüber stehen in einer Reihe Repräsentanten der triumphierenden Kirche. Zwei Engel führen Elisabeths Seele, die als verkleinerte und gekrönte Figur aus dem Ohr der Verstorbenen steigt, Christus zu. Rechts vom Auferstandenen stehen Maria, Konrad von Thüringen im weißen Gewand des Deutschen Ordens, der Apostel Johannes, die hl. Katharina und Petrus, auf der linken Seite Johannes der Täufer, Maria Magdalena und ein Bischof mit Krummstab, der möglicherweise mit dem Erzbischof Otto von Magdeburg zu identifizieren ist. Die hölzerne Balustrade, deren Funktion unklar ist, stammt aus dem 14. Jahrhundert.

### Elisabethschrein

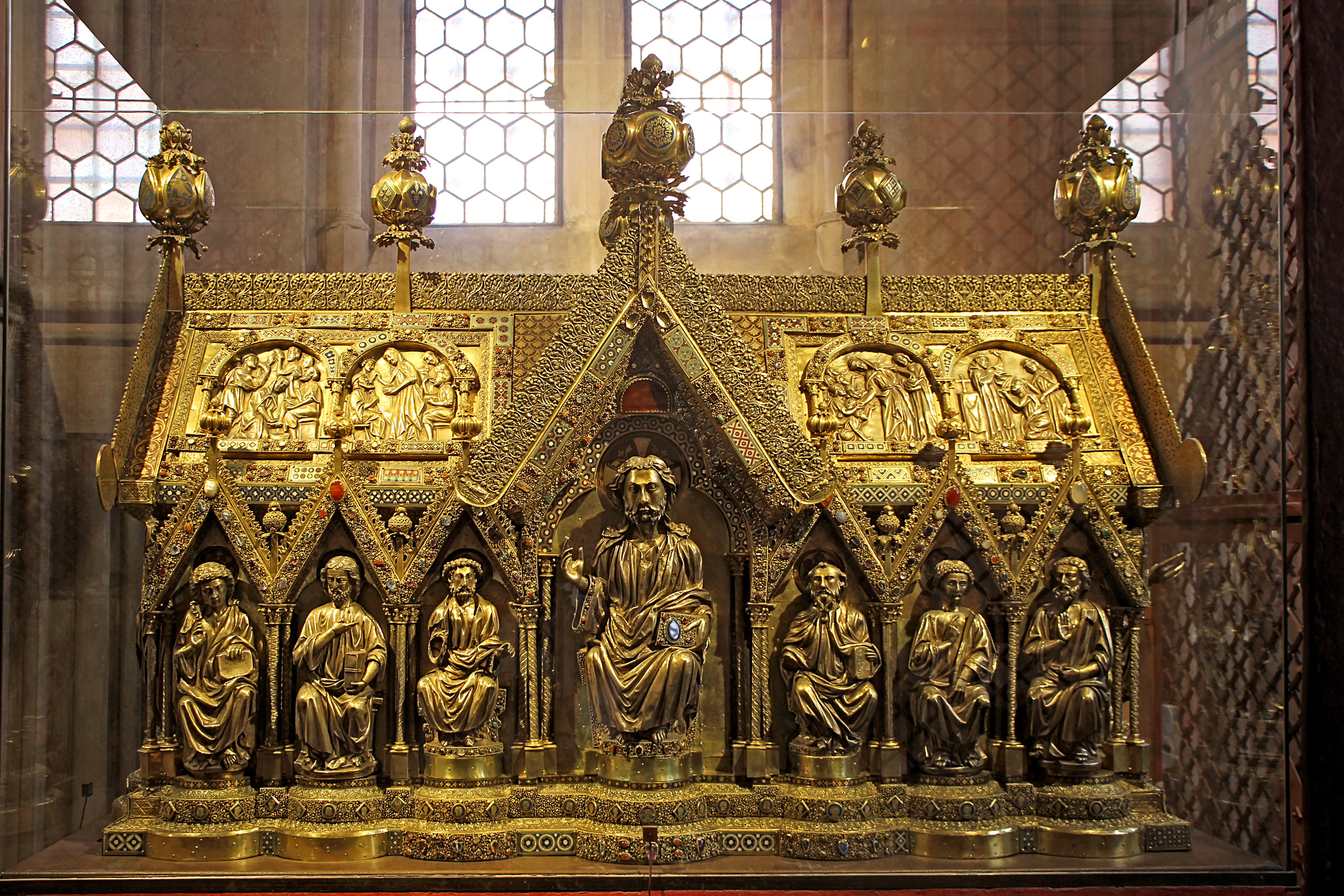
Der Schrein, in dem ehemals die Gebeine Elisabeths lagen, im Dachbereich einige Darstellungen aus dem Leben der Heiligen

Der gotische, reich geschmückte Elisabethschrein in der Sakristei ist ein bedeutender Schatz der Kirche. Der Schrein wurde 1235 begonnen und 1249 bei der Übertragung der Gebeine in den neuen Chor vollendet. Er ist aus Eichenholz gefertigt, mit vergoldetem Silber und Kupfer ummantelt und mit Perlen und Edelsteinen verziert. Die meisten Edelsteine stammen aus dem östlichen Mittelmeerraum und dem Nahen Osten und waren vorher in älteren Schmuckstücken verarbeitet. Die ursprünglich etwa drei Dutzend Gemmen haben gravierte Reliefs. Das mit einem Satteldach geschlossene Gehäuse in Gestalt einer Kreuzkirche ist in der Mitte von einem Querschiff durchbrochen. Auf dem Querbalken befinden sich Figuren von Christus als Weltenherrscher, Maria, Elisabeth und eine Kreuzigungsgruppe. Die Langseiten zeigen die zwölf Apostel sowie im Dachbereich acht Reliefs unter Rundbögen mit Darstellungen aus dem Leben der Landgräfin. Der Schrein wird von einem Gitter aus der ersten Hälfte des 14. Jahrhunderts umgeben. Vierkanteisen bilden ein Rautenwerk in einem Rahmen aus Bandeisen. Auf dem Gitter sind aus Eisenblech geschnittene Figuren angebracht, die im Osten die Ankündigung der Geburt Christi und Süden einen Aufzug von zwei hessischen Grafen, Hochadeligen und Musikern zeigt. Im Laufe der Jahrhunderte wurde der Schrein mehrmals überführt und erlitt jeweils Schaden. Nach zweijähriger Auslagerung in der Wasserfestung Ziegenhain fehlten 1548 bei der Rückkehr 65 der ursprünglich mehr als 850 Steine und während der Wegführung nach Kassel (1810–1814) unter Jérôme Bonaparte gingen 117 Steine, das Kruzifix vom Nordgiebel und weitere Figurenteile verloren. Weitere Schäden entstanden 1920 bei einem Einbruchdiebstahl.

### Altäre

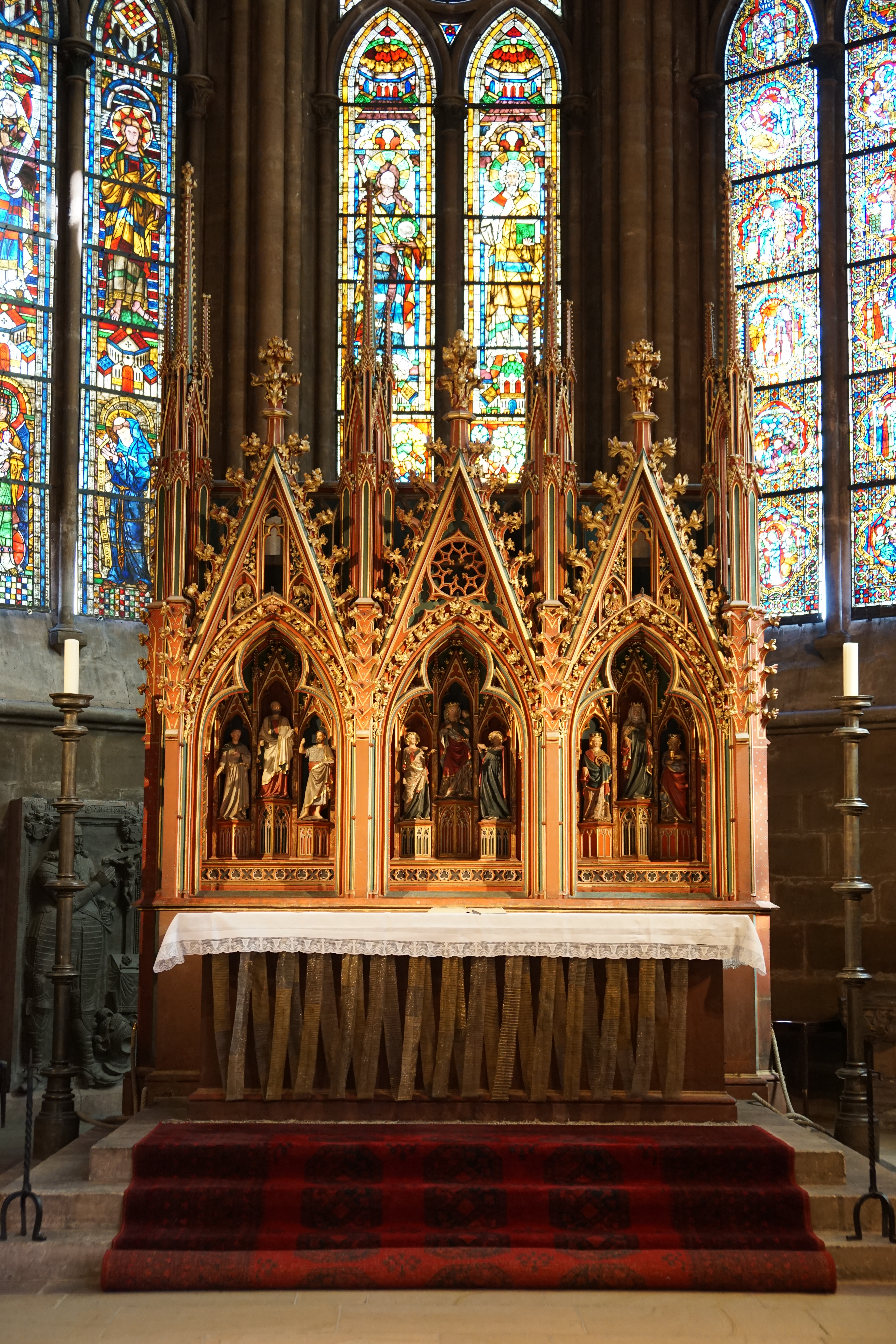
Hochaltar von 1290

Neben dem Hochaltar im Ostchor, vor dem der Deutschritterorden die Stundengebete und Messen feierte, und dem Kreuzaltar vor der Chorschranke, der
als Volksaltar diente, wurden im Nord- und Südchor fünf Nebenaltäre geweiht, darunter zwei Nischenaltäre an der Ostwand der Nordkonche und zwei Nischenaltäre an der Ostwand der Südkonche, jeweils mit einem Segmentbogen. Ende des 13. Jahrhunderts wurden ihre Altarnischen bemalt. Sie erhielten in vorreformatorischer Zeit Flügelaltäre mit geschnitztem Schrein und doppelseitig bemalten Flügeln. In den 1510er Jahren übernahm Ludwig Juppe die Schnitzarbeiten und Johann von der Leyten die farbige Fassung.
Der am 1. Mai 1290 geweihte Hochaltar ist aus bemaltem und filigranartig verziertem Sandstein gefertigt. Möglicherweise war er ursprünglich als Aufstellungsort für den Elisabethschrein gedacht, worauf die Gewölbeansätze an der Rückseite hinweisen. Die Vorderseite zeigt in drei dreigeteilten Nischen je drei Figuren, in der Mitte Maria, die von zwei Engeln gekrönt wird, in der südlichen Nische Elisabeth, die von Katharina und Maria Magdalena flankiert wird, und in der nördlichen Nische drei männliche Heilige, die im Zuge der Kirchenrestaurierung 1854–1861 rekonstruiert wurden. Die Malereien in den zweibahnigen Maßwerkblenden an den Schmalseiten und in den ungeteilten Blenden der Rückseite sind verblasst. An der nördlichen Schmalseite sind Heiligenbilder zu sehen, an der südlichen Seite die Verkündigungsszene und an der Rückseite König David und Propheten sowie der Besuch Marias bei Elisabeth. Die drei Wimperge und die vier Fialen sind mit Krabben, Kreuzblumen und Laubwerk reich besetzt. In den Zwickeln der Wimperge sind Tiere dargestellt, die als traditionelle Symbole für Christus stehen. Der südliche Wimperg zeigt das Agnus Dei und den Phoenix und der nördliche Wimperg einen Löwen mit Welpen und einen Pelikan, der seine Jungen ernährt.
Der Sippenaltar wurde 1511 von Ludwig Juppe für den Katharinenaltar geschnitzt (1302 geweiht), rechts vom Mausoleum. 1931 erhielt der Flügelaltar einen neuen Platz im Nordschiff, da er den Blick auf die Wandmalereien aus der zweiten Hälfte des 15. Jahrhunderts verstellte. Auf dem linken Innenflügel ist zu sehen, wie Joachims Opfer wegen seiner Kinderlosigkeit zurückgewiesen wird, und auf dem rechten Innenflügel, wie sich Joachim und Anna, die Eltern Marias, an der Goldenen Pforte begegnen. Das Mittelfeld zeigt die heilige Familie mit den Großeltern Jesu und weiteren Verwandten. Noch ausführlicher wird die heilige Sippe auf der äußeren Werktagsseite dargestellt. Die Namen der Familienmitglieder sind dort auf Spruchbändern zu lesen. In der Nische des Katharinenaltars im Elisabethchor ist auf rotem Hintergrund zentral die Kreuzigungsgruppe gemalt, links die Enthauptung der hl. Elisabeth und rechts die Begegnung des Auferstandenen mit Maria Magdalena im Garten. Auf der linken Wand wird Anna selbdritt und auf der rechten Wand eine Heilige mit Drachen (vielleicht die hl. Margareta) dargestellt. Über der Altarnische finden sich weniger gut erhaltene Darstellungen der hl. Katharina, die vor dem Rad kniet und deren Leichnam von Engeln auf einer Bahre getragen wird, und von Maria Magdalena, die von Engeln zum himmlischen Stundengebet hinaufgeführt wird.

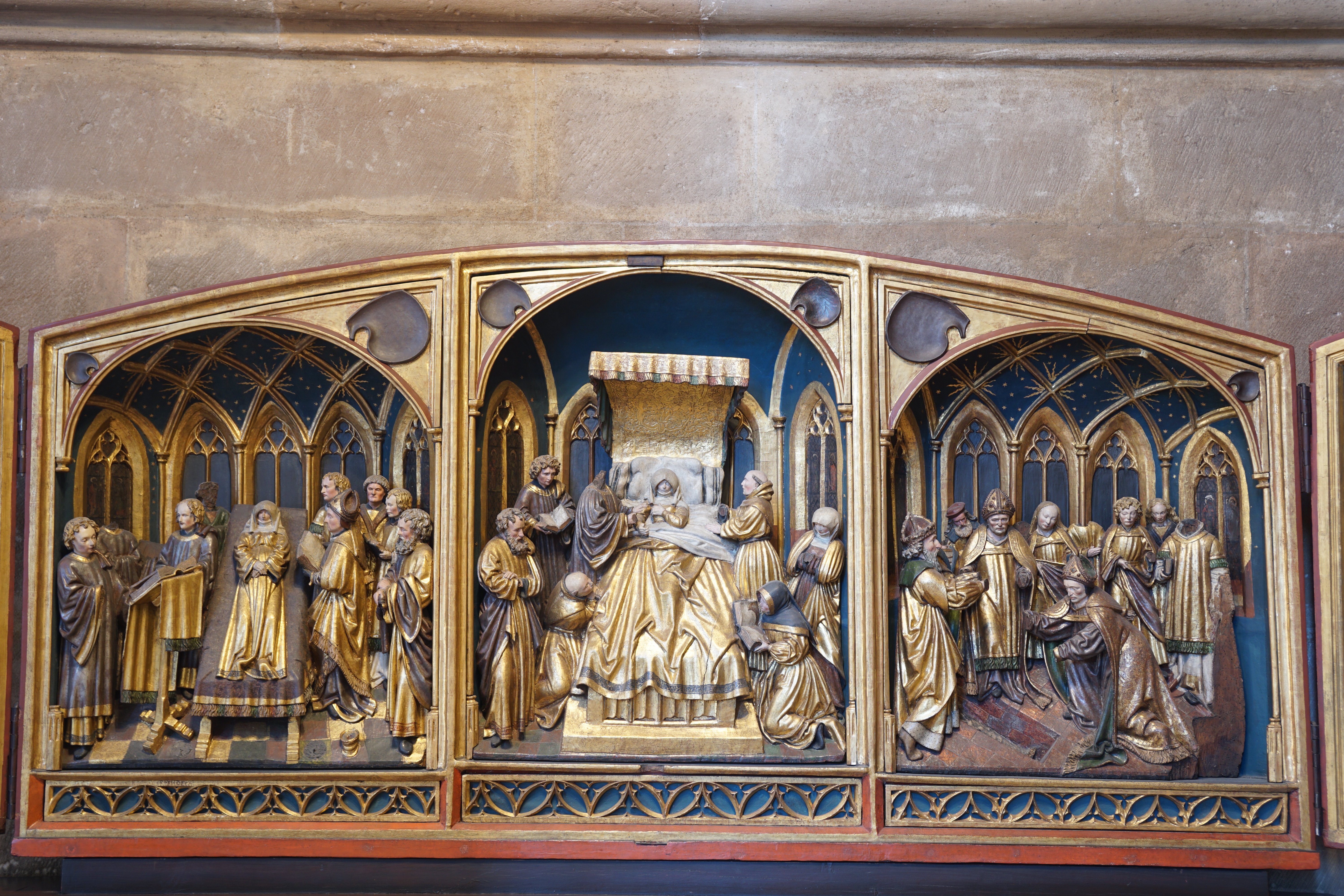
Mittelfeld des Elisabethaltars

Rechts vom Katharinenaltar zeigt der Elisabethaltar (1294 geweiht) in der Nische dreiteilige Wandmalereien aus dem Ende des 13. Jahrhunderts: im Mittelfeld die Kreuzigungsgruppe, links der Gekreuzigte im Ehebett und rechts die Erhebung der Gebeine Elisabeths. Darüber sind auf blauem Hintergrund Wandmalereien mit einer weiteren Kreuzigungsgruppe und ein großes Kruzifix aus Holz aus der Zeit um 1470 zu sehen, die auf die Bedeutung des Elisabethaltars weisen. Juppe schnitzte das Altarretabel wohl im Jahr 1513, das seit 1931 im Südschiff zu sehen ist. Die Werktagsseite zeigt verblasste Szenen aus der Jugend Elisabeths, auf dem linken Flügel das Mantelwunder und den Gekreuzigten im Ehebett, auf dem rechten Flügel den Abschied vom Ehemann Ludwig und im dreiteiligen Mittelfeld Elisabeths Sterbeszene: links die Lesung der Totenvigil, in der Mitte empfängt Elisabeth die Sterbesakramente und rechts werden ihre Gebeine aus dem Grab erhoben.
Im Unterschied zu den vier Nischenaltären entspricht der Marienaltar stärker der klassischen Form eines Flügelaltars. Die Predella wurde 1509 oder 1513 und der Schreinaufsatz 1516/1517 von Ludwig Juppe geschnitzt und von Johann von der Leyten bemalt. Er stand ursprünglich an der Westseite des Mausoleums und wurde in der Mitte des 19. Jahrhunderts weiter nach links versetzt. Die Flügel zeigen verschiedene Marienszenen: an der linken Außenseite die Begegnung von Anna und Joachim an der Goldenen Pforte, denen die Geburt Marias angekündigt wird, und darunter die Geburt Jesu, an der rechten Außenseite der Tempelgang Marias und unten die Darbringung Jesu. Der linke Innenflügel kombiniert die Verkündigung des Herrn, den Besuch Elisabeths bei Maria und die Anbetung der Könige und der rechte Innenflügel Marias Tod und ihre Himmelfahrt. Auf dem Mittelfeld wird die Krönung Mariens durch Gottvater und Christus in goldenen und silbernen Farben dargestellt. Die Predella zeigt eine Pietà aus Kalkstein, die um 1385 im böhmischen Raum entstand und von Juppe integriert wurde.
An der Ostwand des Südchors sind der Johannesaltar (1257 geweiht) mit dem Flügelaltar von Ludwig Juppe aus dem Jahr 1512 und der Georg-Martin-Altar (1283 geweiht) mit Juppes Flügelaltar von 1514 aufgestellt. Die Malereien der Flügel stammen von Johann von der Leyten. Der Johannesaltar zeigt auf dem linken Innenflügel die Geburt von Johannes dem Täufer und auf dem rechten Innenflügel die Schändung seines Grabes. Die linke Werktagsseite hat die Predigt des Johannes und die Taufe Jesu zum Gegenstand, die rechte Seite die Enthauptung des Täufers und Salome vor Herodes. Auf dem Mittelschrein ist links die Predigt des Johannes in der Wüste, in der Mitte die Taufe Jesu und rechts die Enthauptung des Täufers dargestellt. Auf dem linken Innenflügel des Georg-Martin-Altars ist das Martyrium des hl. Georg und auf dem rechten Innenflügel die Bischofsweihe und das Totenbett des hl. Martin zu sehen. Die Werktagsseite zeigt links Georg als Drachentöter und rechts das Martyrium des hl. Sebastian. Das dreiteilige Mittelfeld schildert links, wie Georg den Drachen tötet, in der Mitte die Georgsmesse und rechts, wie Martin den Mantel teilt.
Auf dem Kreuzaltar vor dem Lettner steht ein Kruzifix von Ernst Barlach, das der Kirche 1931 zum 700. Todestag Elisabeths gestiftet wurde. Als das „Barlachkreuz“ 1936 als „entartet“ eingestuft und eine Entfernung nahegelegt wurde, erzielte Oberpräsident Philipp von Hessen einen Kompromiss, indem ein von ihm gestiftetes Kreuz aufgestellt wurde und das „Barlachkreuz“ dem Einschmelzen entging. Regierungsbaurat Wilhelm Schwedes entfernte das Barlachsche Kunstwerk, das durch den Einsatz des Oberbaurats August Bode aus Kassel der Auslieferung entging. Nach dem Zweiten Weltkrieg wurde es wieder auf dem Kreuzaltar aufgestellt.

### Weitere Ausstattungsstücke

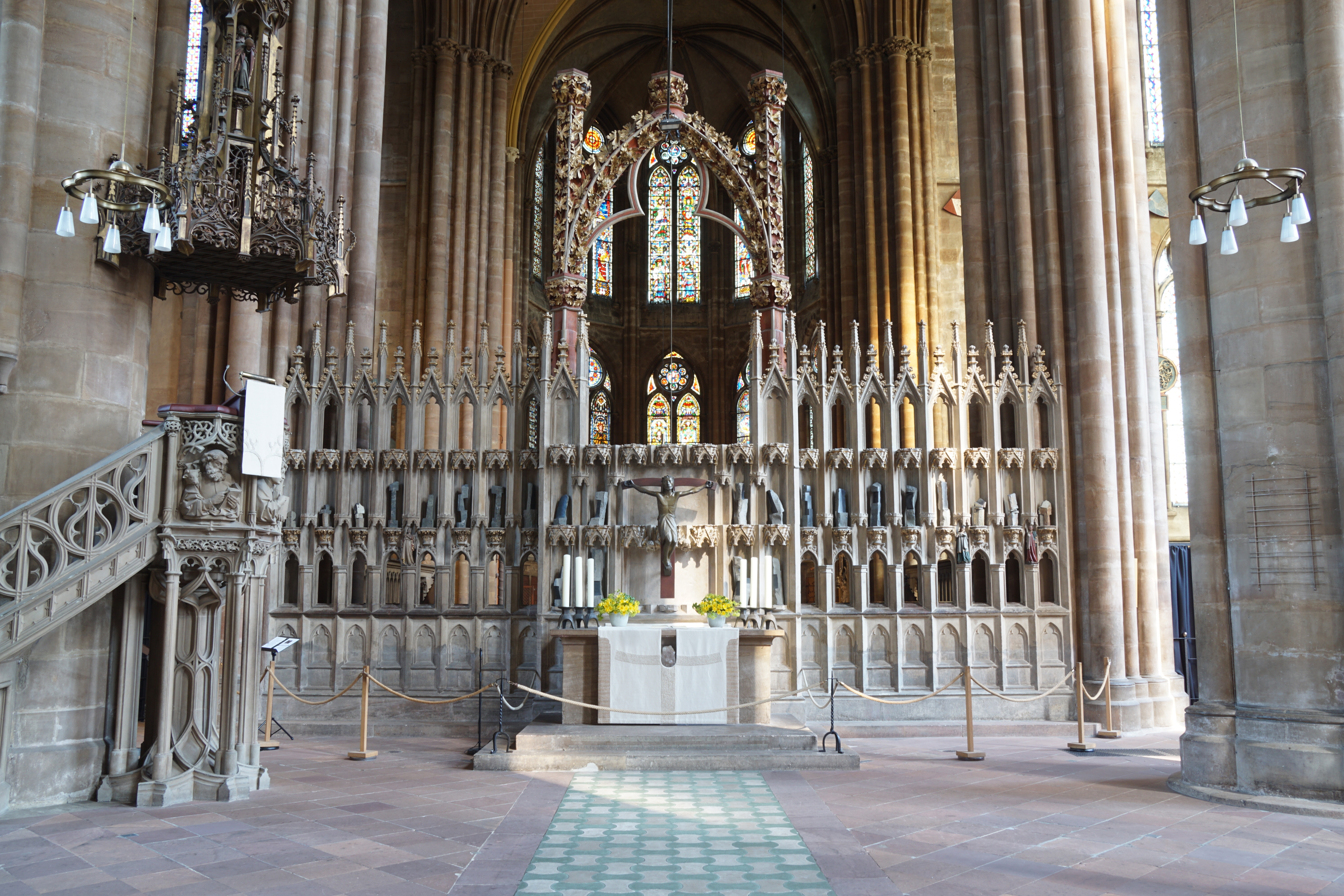
Chorschranke mit Blattmasken, links im Bild: die Kanzel

Eine 1343 fertiggestellte, teils durchbrochene, steinerne Chorschranke trennt das Hauptschiff von der Vierung. Über dem Sockelbereich mit Blendnischen standen ursprünglich 46 Steinfiguren in drei Zonen auf den Konsolen unter Baldachinen. Die Figuren fielen 1619 dem Bildersturm zum Opfer, später wurde die Bekrönung des Lettners aus Wimpergen und Fialen durch eine Galerie ersetzt, die in der Mitte eine verglaste Kabine erhielt. In den 1850er Jahren wurde der ursprüngliche Zustand weitgehend mit den alten Teilen wiederhergestellt und Figuren aus Beton gegossen, die 1931 aber wieder entfernt wurden. Nur zwei Apostelfiguren (Philippus und Jakobus) überstanden den Bildersturm und sind heute an der Südpforte angebracht. Trümmer weiterer Figuren sind im Museum im Marburger Schloss ausgestellt. Die maßwerkartige Holzarchitektur über dem Lettner stammt aus der Zeit um 1280 und wurde wohl von dem niedrigeren Vorgängerlettner übernommen. Auf dem Triumphbogen stand eine Kreuzigungsgruppe, die 1619 entfernt wurde und nicht erhalten ist. Hinter dem Lettner ist in Form eines Mittelrisalits eine Bühne errichtet, auf der vielleicht Reliquien ausgestellt wurden. Es handelt sich um kein Lectorium für die Gemeinde, da die Schrankenwand ursprünglich ohne Lücke verlief, auf den Chor hin ausgerichtet war und keine Verbindung nach Westen ermöglichte.
Das schlichte Chorgestühl für die Ordensritter in der Vierung besteht aus 54 Sitzen aus Eiche und datiert aus dem 13. Jahrhundert. Die Klappsitze haben Miserikordien, die als Stützen bei langem Stehen dienten. Der dreisitzige Zelebrantenstuhl an der Südseite aus der Zeit um 1400 hat über krabbenbesetzten Giebeln und Fialen mit Kreuzblumen drei krönende Baldachine mit Frauenfiguren. Die mittlere Elisabethfigur schnitzte Juppe um 1510 als Stifterfigur, die ebenso wie die Französische Elisabeth ein Modell der Kirche in der linken Hand hält. Die flankierenden Figuren der Katharina und Maria Magdalena wurden nach alten Vorbildern gegossen.
Links vom Hochaltar ist eine Sakramentsnische aus dem Anfang des 15. Jahrhunderts mit Wimpergen und Zinnenbekrönung in der Wand eingelassen. Die umgebenden Wandmalereien zeigen vier Apostel mit Spruchbändern und weiter unten zwei Deutschordensritter. Sie wurden bei der Restaurierung in den 1850er Jahren farblich aufgefrischt. Die Piscina rechts hinter dem Hochaltar stammt aus dem Ende des 13. Jahrhunderts.
Der südliche Landgrafenchor diente Elisabeths Nachfahren bis zur Reformationszeit als Grablege. Zu den zehn blockartigen Hochgräbern in der Mitte kommen an den Wänden sieben aufgestellte Epitaphe und weitere Gräber unter dem Fußboden.
An den Wänden der Nordkonche sind drei Epitaphe für die beiden Landkomturen des Deutschen Ordens Georg von Hörde und Conrad Klos sowie für die Familie von Dörnberg aufgestellt.
Die vier aufgestellten Grabplatten des 17. Jahrhunderts im Hochchor erinnern an den Statthalter des Deutschen Ordens Philipp Leopold von Neuhof und an die drei Landkomturen Adolph Eitel von Nordeck zur Rabenau, Graf August zu Lippe-Brake und Georg Daniel von Habel.
Hinter der Kanzel, im nördlichen Schiff, steht die Statue der hl. Elisabeth mit dem Kirchenmodell, die ihren volkstümlichen Namen Französische Elisabeth wegen ihrer eleganten Erscheinung erhalten hat: Sie trägt ein edles Gewand aus Goldbrokat und einen Seidenmantel mit Fehfell. In ihrer Linken hält sie das Modell der Elisabethkirche, wodurch sie als Stifterin der Kirche ausgewiesen wird. Ihre Rechte versorgte eine Assistenzfigur, vermutlich einen Armen, mit Brot, dessen Figur aber verloren gegangen ist. Wahrscheinlich schuf Meister Hermann zwischen 1470 und 1500 die Elisabethstatue, der auch das Grabmal von Ludwig dem Friedfertigen gestaltete. Wann das um 1515 entstandene Gehäuse mit der Elisabethstatue verbunden wurde, ist unbekannt.
Die Maria am Pfeiler am mittleren Pfeiler nördlich des Mittelschiffs wurde im 15. Jahrhundert aus Holz geschnitzt, die steinerne Konsole und der Baldachin gehen auf den Anfang des 14. Jahrhunderts zurück. Die Figur ist die vierte an dieser Stelle und wurde 1931 aus dem Bode-Museum übernommen. Die flankierenden Malereien der Elisabeth und Katharina stammen aus der Zeit um 1435. Am südöstlichen Pfeiler ist Christus als Schmerzensmann gemalt (2. Hälfte 15. Jahrhundert).
Zwei Pfeiler weiter östlich ist die steinerne Kanzel von 1907/1908 nach einem Entwurf von Carl Weber in gotischen Formen von Ferdinand Riedel aus Straßburg und dem Holzschnitzer Theophil Klem aus Colmar gestaltet. Die Brüstung zeigt die vier Evangelisten mit ihren Symbolen. Die gotische Steinkanzel wurde in der Renaissance durch eine Holzkanzel ersetzt, die in der Mitte des 19. Jahrhunderts einem Lesepult wich.
2004 erhielt die Kirche einen Ambo, den der Bildhauer Johannes Kirsch aus Petersberg geschaffen hatte. Er fertigte auch den Osterleuchter der Kirche.

## Orgeln

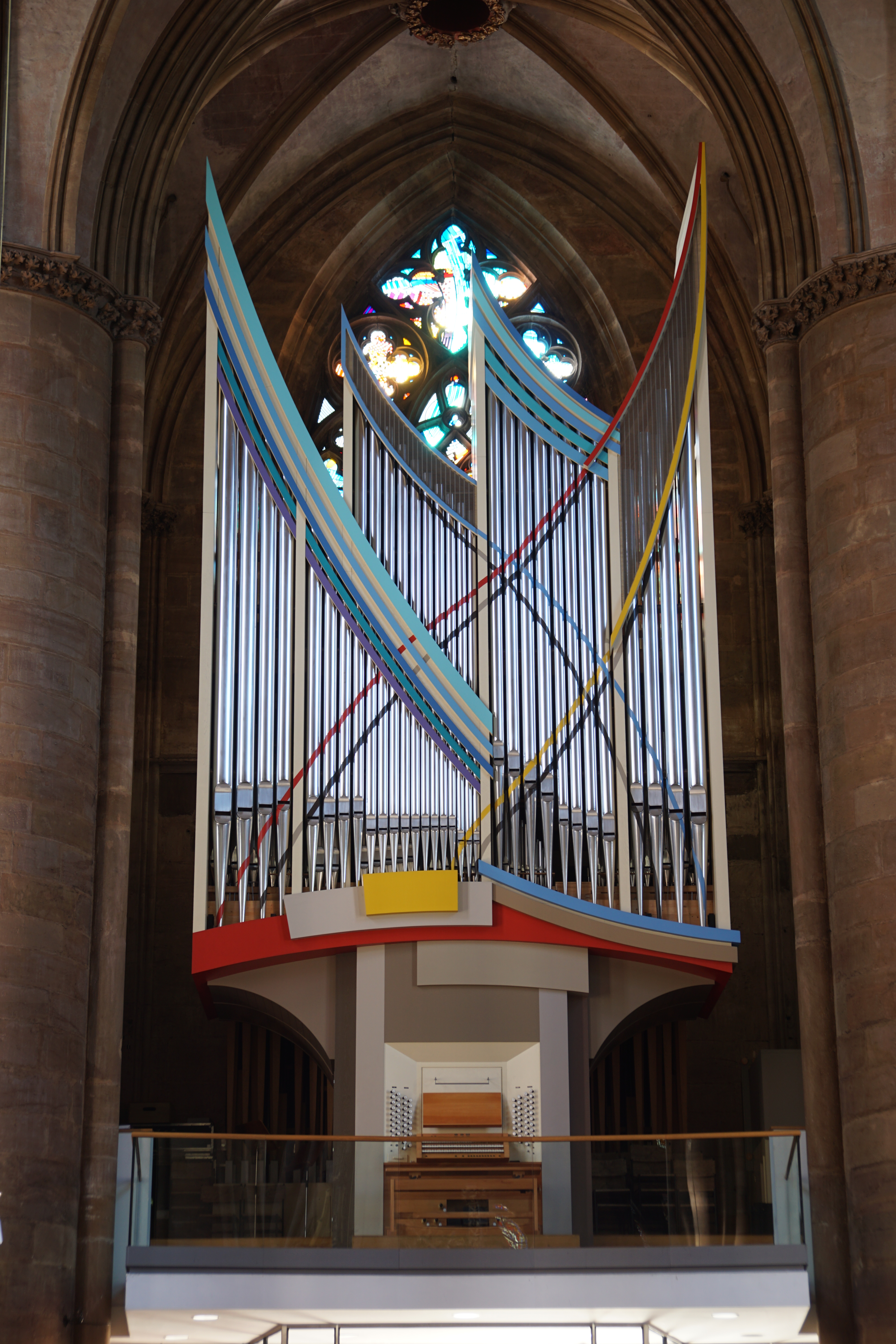
Klais-Orgel

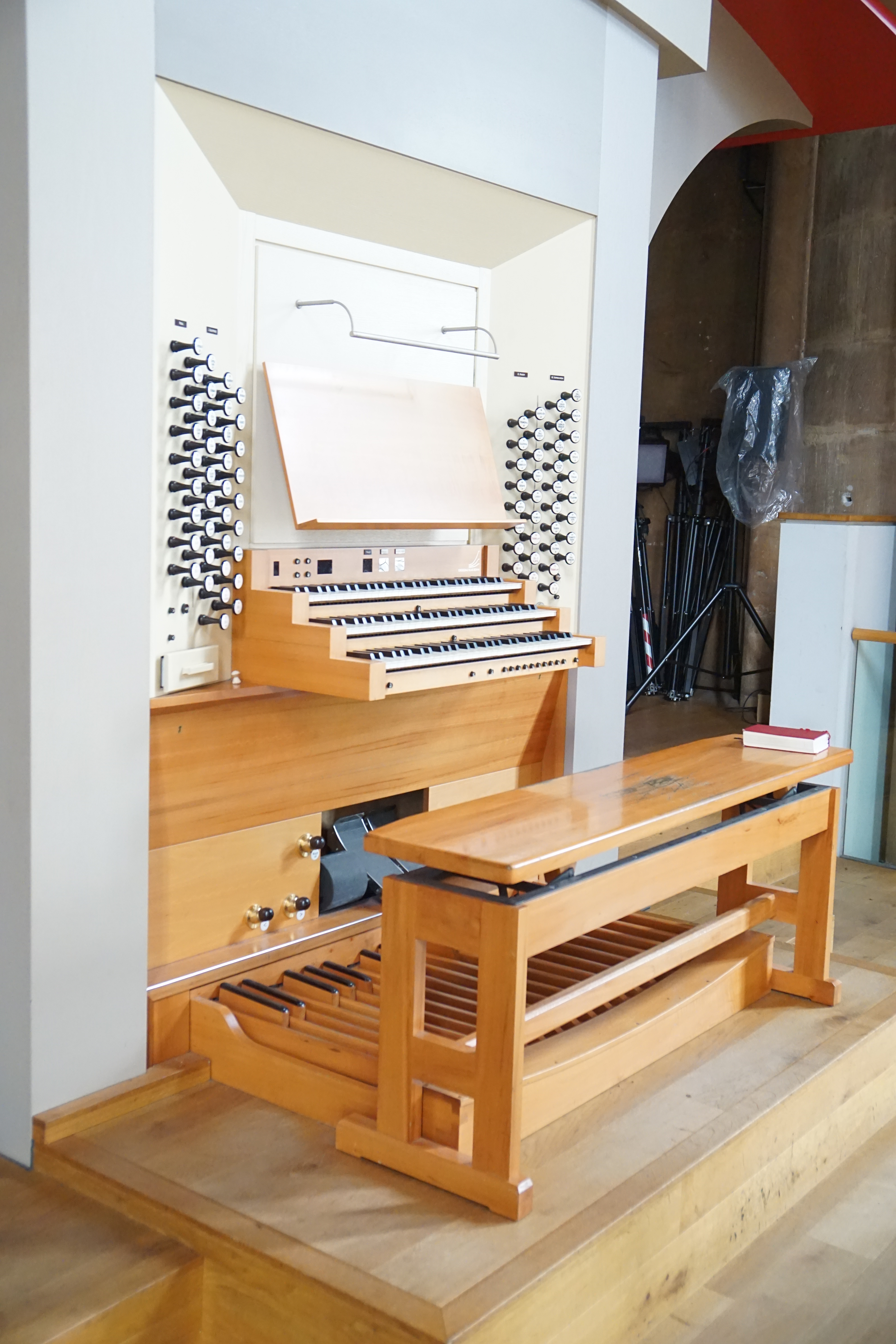
Spieltisch der Hauptorgel

### Hauptorgel
In der zweiten Hälfte des 15. Jahrhunderts besaß die Kirche bereits zwei Orgeln. Die älteste Orgel fand ihren Aufstellungsort zwischen 1467 und 1477 an der Ostwand im Nordchor auf den Konsolen oberhalb der Kreuzigungsgruppe des Elisabethaltars. Andreas Rucker aus Seligenstadt schuf 1512–1514 ein neues Instrument, das im Laufe der Jahrhunderte mehrfach repariert und umgebaut wurde. 1776 wurde die alte Orgel auf die Westempore umgesetzt und von 14 auf 18 Register erweitert.
Im Zuge der umfassenden Kirchenrenovierung ersetzte Friedrich Helbig im Jahr 1855 das Werk. Das zweimanualige Instrument war mit 32 Registern ausgestattet und erfuhr 1899 durch Wilhelm Sauer eine Revision und wurde auf pneumatische Kegelladen umgestellt. 1963 erbaute die Firma Werner Bosch Orgelbau ihr op. 300, eine dreimanualige Orgel mit 56 Registern, darunter zwei 32′-Stimmen, und mechanischen Spiel- und elektrischen Registertrakturen. Sie wurde 2005 abgebaut und verkauft.
An ihrer Stelle steht heute eine Orgel von Johannes Klais Orgelbau. Sie verfügt über 57 Register auf drei Manualen und Pedal. Die Spieltraktur ist mechanisch, die Registertraktur ist mechanisch/elektrisch. Die Orgelweihe fand am 5. November 2006 statt. Die Orgel steht wie das Vorgängerinstrument vor dem Elisabeth-Fenster. Jedoch wurde die Orgelempore angepasst und das Instrument aus akustischen Gründen leicht nach vorne versetzt. Der Prospekt nimmt die Farben des Heilig-Geist-Fensters von Georg Meistermann sowie die Formen der Gotik auf. Im Jahr 2020 wurde die Orgel um ein weiteres Register Mixtur auf 58 Register erweitert. Des Weiteren hat die Orgel einen Registerschweller (auch Crescendowalze genannt), den man mit dem Fuß bedienen kann und somit einzelne Register dazuregistrieren oder abregistrieren kann, ohne die Hände zu benutzen. Außerdem sind noch zwei „Schwelltritte“ (siehe Schwellwerk) für das Positiv und das Schwellwerk vorhanden.
| I Hauptwerk C–a3 |                  |       |
| 1.               | Principal        | 16′   |
| 2.               | Bourdon          | 16′   |
| 3.               | Octave           | 08′   |
| 4.               | Gedeckt          | 08′   |
| 5.               | Flûte harmonique | 08′   |
| 6.               | Gambe            | 08′   |
| 7.               | Octave           | 04′   |
| 8.               | Spitzflöte       | 04′   |
| 9.               | Quinte           | 2 ⁄3′ |
| 10.              | Octave           | 02′   |
| 11.              | Cornett V        | 08′   |
| 12.              | Mixtur V         | 02′   |
| 13.              | Trompete         | 16′   |
| 14.              | Trompete         | 08′   |

| II Positiv C–a3 |                 |       |
| 15.             | Quintatön       | 16′   |
| 16.             | Principal       | 08′   |
| 17.             | Holzgedackt     | 08′   |
| 18.             | Salicional      | 08′   |
| 19.             | Octave          | 04′   |
| 20.             | Rohrflöte       | 04′   |
| 21.             | Sesquialtera II | 2 ⁄3′ |
| 22.             | Octave          | 02′   |
| 23.             | Larigot         | 1 ⁄3′ |
| 24.             | Mixtur III      | 1 ⁄3′ |
| 25.             | Cromorne        | 08′   |
| 26.             | Klarinette      | 08′   |
|                 | Tremulant       |       |

| III Schwellwerk C–a3 |                      |        |
| 27.                  | Stillgedackt         | 16′    |
| 28.                  | Geigenprincipal      | 08′    |
| 29.                  | Hohlflöte            | 08′    |
| 30.                  | Lieblich Gedackt     | 08′    |
| 31.                  | Aeoline              | 08′    |
| 32.                  | Vox coelestis        | 08′    |
| 33.                  | Octave               | 04′    |
| 34.                  | Traversflöte         | 04′    |
| 35.                  | Violine              | 04′    |
| 36.                  | Nasard               | 2 ⁄3′  |
| 37.                  | Flautino             | 02′    |
| 38.                  | Tierce               | 1 3⁄5′ |
| 39.                  | Harmonia aetheria IV | 2 ⁄3′  |
| 40.                  | Basson               | 16′    |
| 41.                  | Trompette harmonique | 08′    |
| 42.                  | Hautbois             | 08′    |
| 43.                  | Voix humaine         | 08′    |
|                      | Tremulant            |        |

| Pedal C–g1 |                 |         |
| 44.        | Untersatz       | 32′     |
| 45.        | Contrabass      | 16′     |
| 46.        | Violon          | 16′     |
| 47.        | Subbass         | 16′     |
| 48.        | Quintbass       | 10 2⁄3′ |
| 49.        | Octavebass      | 08′     |
| 50.        | Flötenbass      | 08′     |
| 51.        | Cello           | 08′     |
| 52.        | Octave          | 04′     |
| 53.        | Rauschpfeife IV | 2 ⁄3′   |
| 54.        | Posaune         | 16′     |
| 55.        | Bombarde        | 16′     |
| 56.        | Trompete        | 08′     |
| 57.        | Clarine         | 04′     |

- Koppeln:
  - Normalkoppeln: II/I, III/I, III/I elektr., III/II, III/II elektr., I/P, II/P, III/P
  - Suboktavkoppeln: III/I, III/II
  - Superoktavkoppeln: III/I, III/II, III/III, III/P

### Chororgel

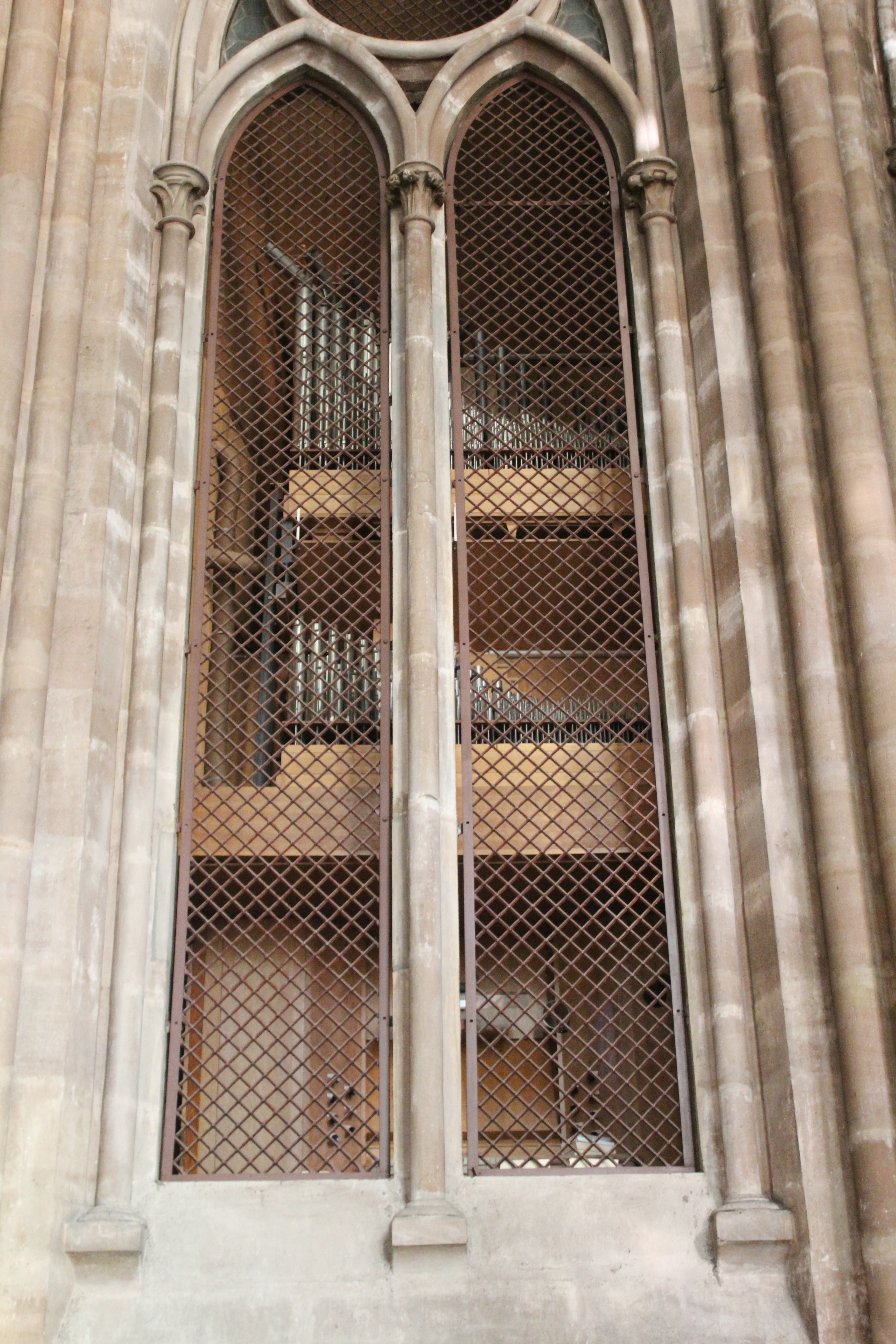
Chororgel von Bosch

Die Firma Bosch baute 1960 in einer Nische in der Nordwand des Hohen Chors eine Chororgel ohne Gehäuse ein. Das Instrument verfügt über 13 Register, die auf zwei Manuale und Pedal verteilt sind.
| I Hauptwerk C–g3 |    |
| Bleigedackt      | 8′ |
| Principal        | 4′ |
| Hörnlein         | 2′ |
| Mixtur V         | 2′ |
| Tremulant        |    |

| II Oberwerk C–g3 |       |
| Harfpommer       | 8′    |
| Rohrflöte        | 4′    |
| Kleinprincipal   | 2′    |
| Sifflötenquinte  | 1 ⁄3′ |
| Zimbel III       |       |
| Tremulant        |       |

| Pedal C–f1     |     |
| Untersatz      | 16′ |
| Rohrschelle    | 4′  |
| Choralbass III | 2′  |
| Fagott         | 8′  |

- Koppeln: II/I, I/P, II/P

### Truhenorgel
Gerald Woehl baute im Jahr 2006 eine fahrbare Truhenorgel mit fünf Registern. Das klangliche Konzept orientiert sich am mitteldeutschen Orgelbau des Barock.
| I Manual C–g3 |    |
| Gedackt B/D   | 8′ |
| Flöte D       | 8′ |
| Principal     | 4′ |
| Flöte         | 4′ |
| Octave        | 2′ |

## Glocken
Aus der Geschichte der Elisabethkirche sind unter anderem die Marienglocke aus der Zeit um 1280 (älteste), die um 1380 gegossene Elisabethglocke und die kleine Silberglocke im Dachreiter erhalten. Im Elisabethchor steht die ehemalige und derzeit gesprungene Paternosterglocke aus dem Jahre 1320. Die Elisabethglocke ist eine der klangschönsten Glocken des ausgehenden 14. Jahrhunderts in Deutschland.
Weitere Glocken mussten in den beiden Weltkriegen als Metallspende des deutschen Volkes abgeliefert werden. So konnte die Kirchengemeinde in den 1960er Jahren den historischen Glockenbestand durch Neuguss von drei Bronzeglocken in der Glocken- und Kunstgießerei Rincker aus Sinn (Hessen) ergänzen lassen.
| Nr. | Name                   | Gussjahr | Gießer                  | Durchmesser (mm) | Masse (kg) | Schlagton (HT-1/16) | Läuteordnung (solistisch)                                                                    |
| --- | ---------------------- | -------- | ----------------------- | ---------------- | ---------- | ------------------- | -------------------------------------------------------------------------------------------- |
| 01  | Elisabethglocke        | 1380     | unbekannt               | 1770             | 3700       | cis1 –2             | Walpernläuten (30. April, 12:00/12:20/12;40 Uhr jeweils 10 Min. Das Mittagsläuten fällt aus) |
| 02  | Vesperglocke           | 1965     | Glockengießerei Rincker | 1220             | 1118       | e1 ±0               | Abendläuten (19 Uhr), Beerdigung                                                             |
| 03  | Friedensglocke         | 1965     | Glockengießerei Rincker | 1080             | 794        | fis1 +1             | Mittagsläuten (12 Uhr), Friedensgebet (8. Mai)                                               |
| 04  | Vaterunserglocke       | 1966     | Glockengießerei Rincker | 950              | 491        | a1 +3               | Vaterunser                                                                                   |
| 05  | Marienglocke           | um 1280  | unbekannt               | 990              | 670        | h1 +3               | Lichtmess (2. Februar)                                                                       |
| 06  | Frühglocke             | 1965     | Glockengießerei Rincker | 790              | 343        | cis2 +2             | Morgenläuten (7 Uhr)                                                                         |
| 07  | Bruder-Dietrich-Glocke | um 1420  | unbekannt               | 780              | 310        | dis2 +3             | Mittagsläuten an Festtagen                                                                   |
| 08  | Taufglocke             | um 1420  | unbekannt               |                  | 192        | fis2                | Taufe/Taufhandlung                                                                           |
| 09  | Silberglocke           | 1515     | Hans Kortrog zu Homberg |                  | 85         | c3                  | Elisabethgedenktage (19. November/1. Mai, 15 Uhr)                                            |
| 10  | Paternosterglocke      | 1320     | unbekannt               |                  | 470        | (a1)                | (seit dem 30. Dezember 1965 gesprungen)                                                      |

## Gemeinde
Die Evangelische Elisabethkirchengemeinde umfasste im Jahr 2016 rund 4800 Mitglieder und gehört zum Kirchenkreis Marburg. Das Gebiet erstreckt sich über die Marburger Innenstadtteile Altstadt, Grassenberg, Ortenberg, Nordviertel und Waldtal. Die Elisabethkirche hat 2,5 Gemeindepfarrstellen und eine halbe Besucherpfarrstelle. Darüber hinaus ist sie Predigtkirche des Propsts des Sprengels Marburg. Von der Gemeinde wird ein Kirchenkiosk betrieben. Gottesdienste werden regelmäßig sonntags gefeiert. Die Gemeinde bietet Kirchenführungen und Kirchenerkundungen für Kinder und Erwachsene an. Auch im Bereich der Kirchenmusik gibt es viele Angebote, wie beispielsweise die Kantorei und den Posaunenchor der Elisabethkirche.